# Storia di Garbagna Novarese

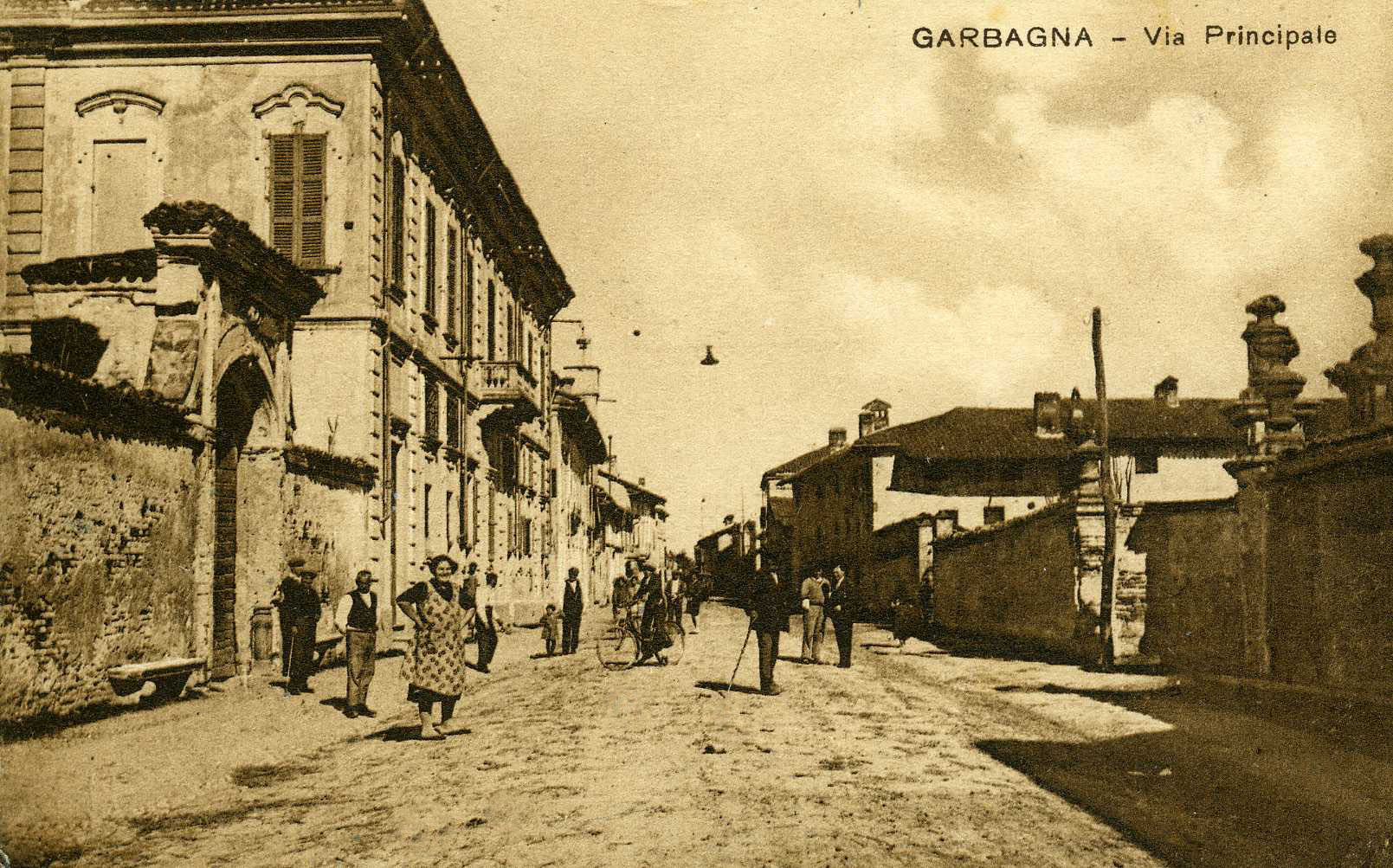
Cartolina tradizionale del paese, raffigurante la via principale

La storia di Garbagna Novarese segue i macroeventi della vicina Novara, essendone parte del contado. Durante il Medio Evo fu per secoli feudo di potenti famiglie locali e lombarde, divenendo comune autonomo in Epoca Moderna.

## Età antica

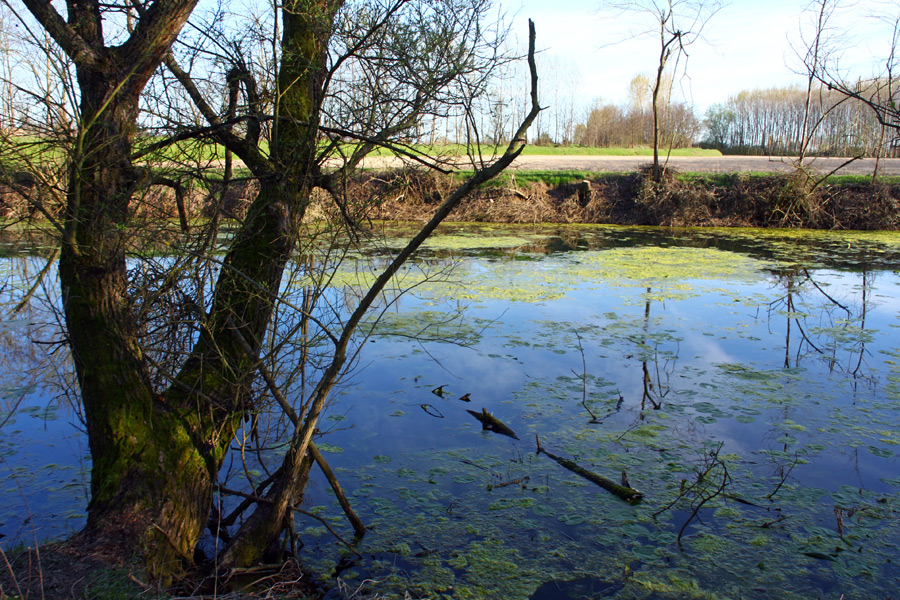
Il parco dell'Agogna Morta è un esempio tipico dell'antico paesaggio della Bassa Novarese

Gli autori che hanno trattato l'antichità della zona di Garbagna, tra cui Polibio, descrivono un'immensa e fitta area boschiva, tratto caratteristico dell'intera pianura novarese precedente l'avvento della risaia. Il bosco si estendeva tra gli attuali territori di Garbagna, Nibbiola e Vespolate, seguendo il corso del torrente Arbogna, su un terreno tutt'altro che pianeggiante, inframezzato da prati, brughiere, stagni e moltissimi corsi d'acqua. Nello specifico, è menzionata la presenza di un Laguzzolum (stagno). Il paesaggio era caratterizzato anche da vasti ghiaieti e paludi, creati dalle frequenti esondazioni dei corsi d'acqua, soprattutto durante lo scioglimento delle nevi.

### Epoca preromana
In uno dei primi capitoli della monografia su Garbagna, Lino Cassani sottolinea la questione della mancanza di ritrovamenti archeologici in questo comune, collegandola alla negligenza degli amministratori locali.
Racconta come numerose volte, durante i lavori di abbassamento dei terreni per renderli irrigabili, effettivamente venissero alla luce urne funerarie antiche (le cosiddette duie). Purtroppo lo scopritore sistematicamente le sbriciolava a colpi di badile, sperando contenessero denaro: al loro interno altro non era che cenere, frammenti d'ossa e pochi filamenti metallici, che venivano regolarmente gettati via poiché ritenuti senza valore. Nessuno di tali ritrovamenti è mai stato denunciato ai musei o alla Società Storica Novarese.
Ad uno di questi episodi lo stesso Cassani assistette durante l'infanzia, nel 1880, quando l'oste Angelo Colli costruiva la sua casa fronteggiante la strada che porta alla chiesa.
Le fonti che descrivono gli stanziamenti dei popoli preromani nel Novarese non forniscono sufficienti dettagli per determinare con certezza a quale popolo il territorio di Garbagna appartenesse. Segue dunque la trattazione sui due popoli che nella loro storia hanno vissuto nel Basso Novarese, che quindi con maggiore probabilità hanno abitato Garbagna: Levi e Vertamocori.
I primi abitatori della zona furono una propaggine settentrionale dei Levi, una popolazione ligure stanziata prevalentemente nel Pavese e facente parte della Cultura di Golasecca. I Levi conducevano una vita prettamente neolitica: erano dediti alla caccia, alla pesca e alla coltivazione dei cereali, quindi con un'alimentazione basata su carne (poca), pesce, zuppe, minestre e focacce. Vivevano sparsi in piccoli raggruppamenti di abitazioni, ciascuno corrispondente ad un gruppo famigliare. Prediligevano uno stile di vita particolarmente duro e frugale, dando massima importanza alla propria indipendenza. Erano stanziati sulle rive del torrente Arbogna, nei pressi dell'attuale cimitero e chiesa di San Michele.
Sebbene non si abbia una collocazione temporale precisa della presenza dei Levi nel territorio di Garbagna, si sa per certo che i Liguri abitavano l'area piemontese nel VII secolo a.C..
Il suffisso -asco nel nome della scomparsa località di Camarasco, citata ancora in documenti risalenti al XIV secolo, rivela la presenza di questa popolazione di stirpe ligure nel territorio di Garbagna.
Dopo vari secoli di sporadiche infiltrazioni celtiche, nel IV secolo a.C. avvenne una massiccia migrazione di questi popoli attraverso le Alpi verso tutta la Pianura Padana, iniziando un periodo di convivenza ed integrazione con le popolazioni locali che decretò l'introduzione della cultura di La Tène a scapito della cultura di Golasecca. Essendo i nuovi arrivati più evoluti sia politicamente che economicamente, usi e costumi di questi ultimi alla fine prevalsero, portando lentamente alla celtizzazione delle popolazioni di stirpe ligure.
Nello specifico, nel Novarese si stanziò la tribù dei Vertamocori, che fondò la vicina città di Novara (secondo Plinio il Vecchio) e la cui presenza ha vari riscontri:
- i ritrovamenti di numerose urne funerarie e di una fusarola di comprovata origine preromana, sebbene non denunciati ufficialmente[3] (vedi box);
- diversi riferimenti in vari documenti (soprattutto le Consignationes del 1347) alla presenza di un nemus al centro dell'abitato, presso l'attuale chiesa di San Michele: il nemus era un bosco sacro dedicato al culto del Sole, elemento tipico della religione celtica[17].

L'arrivo di questi popoli nella pianura padana portò anche i Levi nella sfera d'influenza degli Insubri, la stirpe celtica più forte stanziata a Mediolanum, che esercitava una grande influenza sulle popolazioni limitrofe. I rapporti con gli Insubri furono tuttavia messi in dubbio durante le diverse azioni intraprese dai romani nella Gallia Cisalpina nel III secolo a.C.. Come conseguenza, il territorio dei Levi e dei vicini Libui (nel Vercellese) fu violentemente coinvolto durante le guerre romano-galliche del 196 a.C., quando gruppi di Boi attraversarono il Po e compirono pesanti scorrerie ai danni degli ex alleati.
È noto inoltre che questi popoli producevano la birra e che gli scambi con gli Etruschi introdussero la viticoltura.

### Epoca romana
Dopo la sconfitta dei celti a Mediolanum del 222 a.C., nel 220 a.C. i Romani si rivolsero ad occidente ed occuparono il Novarese, ma non riuscirono a soggiogarlo. Furono pertanto stipulati accordi che garantivano ai locali una certa autonomia, sia in ambito culturale che giurisdizionale (foedera). La romanizzazione tardò ulteriormente per l'arrivo di Annibale durante la seconda guerra punica (219-202 a.C.), durante la quale lo stesso Scipione l'Africano fu sconfitto presso il Ticino col supporto dei popoli padani alleati al cartaginese. La conquista del Novarese si protrasse fino al 196 a.C., al momento della definitiva sottomissione dei celti Insubri, e divenne parte della provincia della Gallia Cisalpina al momento della sua istituzione, a cavallo tra il II e il I secolo a.C..
Nell'89 a.C., al termine delle guerre galliche, fu emanata la Lex Pompeia de Transpadanis, che concesse il diritto latino (ius Latii, livello intermedio tra la piena cittadinanza romana e lo stato di non cittadino) a tutte le comunità a nord del Po rimaste fedeli a Roma. In questo modo Roma consolidò concretamente la propria presenza nella regione pedemontana.
Nel 49 a.C. Gaio Giulio Cesare era impegnato nella conquista della Gallia Transalpina e puntava a facilitare il transito delle truppe nella Pianura Padana. Fece quindi approvare la Lex Roscia, che aboliva la provincia della Gallia Cisalpina, garantiva la cittadinanza romana e istituiva i municipi, tra cui quello di Novara: Garbagna entrò a pieno titolo nell'Italia romana, nel ruolo di vicus, parte del pagus (circondario di campagna) dipendente dall'urbs Novaria.
Seguendo gli scopi di Gaio Giulio Cesare, l'istituzione del municipium di Novara avviò la costruzione delle grandi strade per connettere il Novarese al resto dell'impero. Il territorio di Garbagna fu attraversato da nord a sud dalla via che localmente congiungeva Novara a Mortara e passava ad ovest dell'abitato (talvolta identificata come Via Settimia) superando il torrente Arbogna non lontano dalla chiesa di San Michele, proseguendo poi verso nord presso la cascina Moncucco. Residui di questa strada pavimentata (solarium) sono ancora visibili ad Olengo. Il percorso di questa via publica (così nominata in un documento dell'881) risulta oggi solo parzialmente individuabile: seguiva i tratti di terreno sopraelevato che affiancavano la valle dell'Arbogna, secondo la logica dei percorsi di crinale: una strada sul crinale è più facilmente utilizzabile, in quanto non soggetta alle esondazioni dei corsi d'acqua, al contrario del fondovalle.
Nonostante la ridotta dimensione, Garbagna possedeva certamente una rilevante funzione difensiva, dato che presso l'attuale chiesa di San Michele, su una piccola altura circondata su tre lati dal torrente Arbogna, sorgeva un castellum, cioè un piccolo accampamento fortificato: la posizione sopraelevata e la protezione offerta dal corso d'acqua ne facevano un punto strategico per sorvegliare le zone circostanti. Purtroppo l'architettura militare romana, prediligendo l'utilizzo del legno come materiale da costruzione, non ne ha consentito la conservazione.
Terminata la conquista romana dell'area piemontese, nel 7 a.C. Augusto ordinò la radicale riorganizzazione dell'intero territorio italico per favorire l'accentramento del potere: furono istituite le undici regioni augustee. Nel territorio della ex provincia della Gallia Cisalpina furono quindi aboliti i municipi (amministrati in modo relativamente indipendente) e il Novarese divenne parte della Regio XI Transpadana, che comprendeva tutti i territori a nord del Po fino al fiume Oglio e faceva capo a Mediolanum.

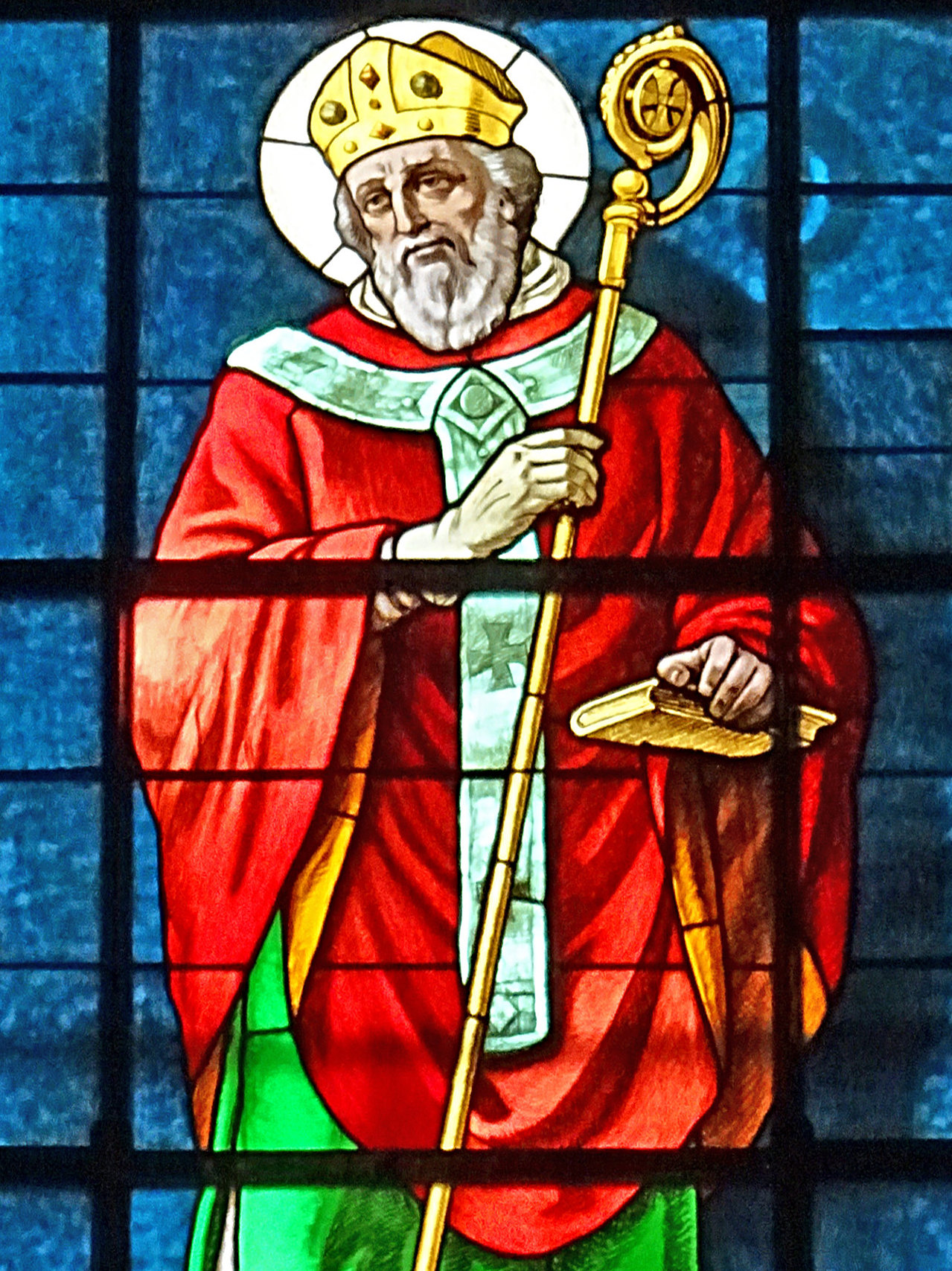
San Gaudenzio, evangelizzatore del Basso Novarese, su una vetrata della Basilica di San Vittore (Verbania - Intra)

Nel 313 l'imperatore Costantino promulgò l'editto di Milano, mediante il quale fu concessa la libertà di culto nell'impero. Iniziò quindi in Piemonte la diffusione massiva della religione cristiana. Inizialmente la comunità cristiana novarese dipendeva dalla sede vescovile di Vercelli, non essendone Novara ancora provvista. Secondo la tradizione, la diocesi di Novara fu istituita nel 398, con a capo il vescovo Gaudenzio, che di persona si occupò dell'evangelizzazione del Basso novarese negli anni a cavallo tra IV e V secolo.

#### La vita quotidiana
Le opere di Polibio e Plinio il Vecchio forniscono alcune indicazioni sulla vita a quel tempo. L'agricoltura verteva principalmente su panìco e miglio, utilizzati come base per vari piatti simili alla minestra con verdure, e i contadini novaresi curavano particolarmente la coltura dell'uva, dei cereali e delle rape. La vite era avvinghiata al tronco del pioppo e dava un vino piuttosto aprigno. Come le popolazioni celtiche dei secoli precedenti, i Romani plasmarono il territorio per favorire l'agricoltura, prosciugando le paludi e dissodando le brughiere. Nell'immensa area boschiva circostante era praticata la caccia di cinghiali, caprioli, conigli selvatici e di numerosi volatili, come quaglie e fagiani. Al tempo stesso i boschi erano dimora di lupi, orsi e volpi, dai quali capitava di doversi difendere con le armi. Nei numerosi corsi d'acqua, infine, era praticata la pesca di svariate specie di pesce, quali trote, lucci, carpe, alborelle e anguille.
Altra preziosa risorsa era la quercia, che cresceva spontaneamente in vaste foreste presso i corsi d'acqua: le sue ghiande erano il cibo preferito dei cinghiali, a loro volta cacciati per la carne, assai gradita e ricercata. Al tempo stesso le ghiande costituivano la base dell'allevamento dei maiali, tra i più grassi e apprezzati della penisola.
Come nel resto delle campagne novaresi, l'agricoltura nel territorio di Garbagna si svolgeva nelle domus rusticanae, piccole fattorie a conduzione famigliare molto simili alle cascine odierne, costruite in legno e argilla e dotate di cortile interno e pozzo. Le attività agricole dei grandi proprietari cittadini si svolgevano invece nelle villae rusticae: grandi edifici con specifiche aree abibite all'uso residenziale del proprietario (pars urbana), dei lavoranti (tuguria) e alle attività prettamente agricole.

#### Ritrovamenti archeologici

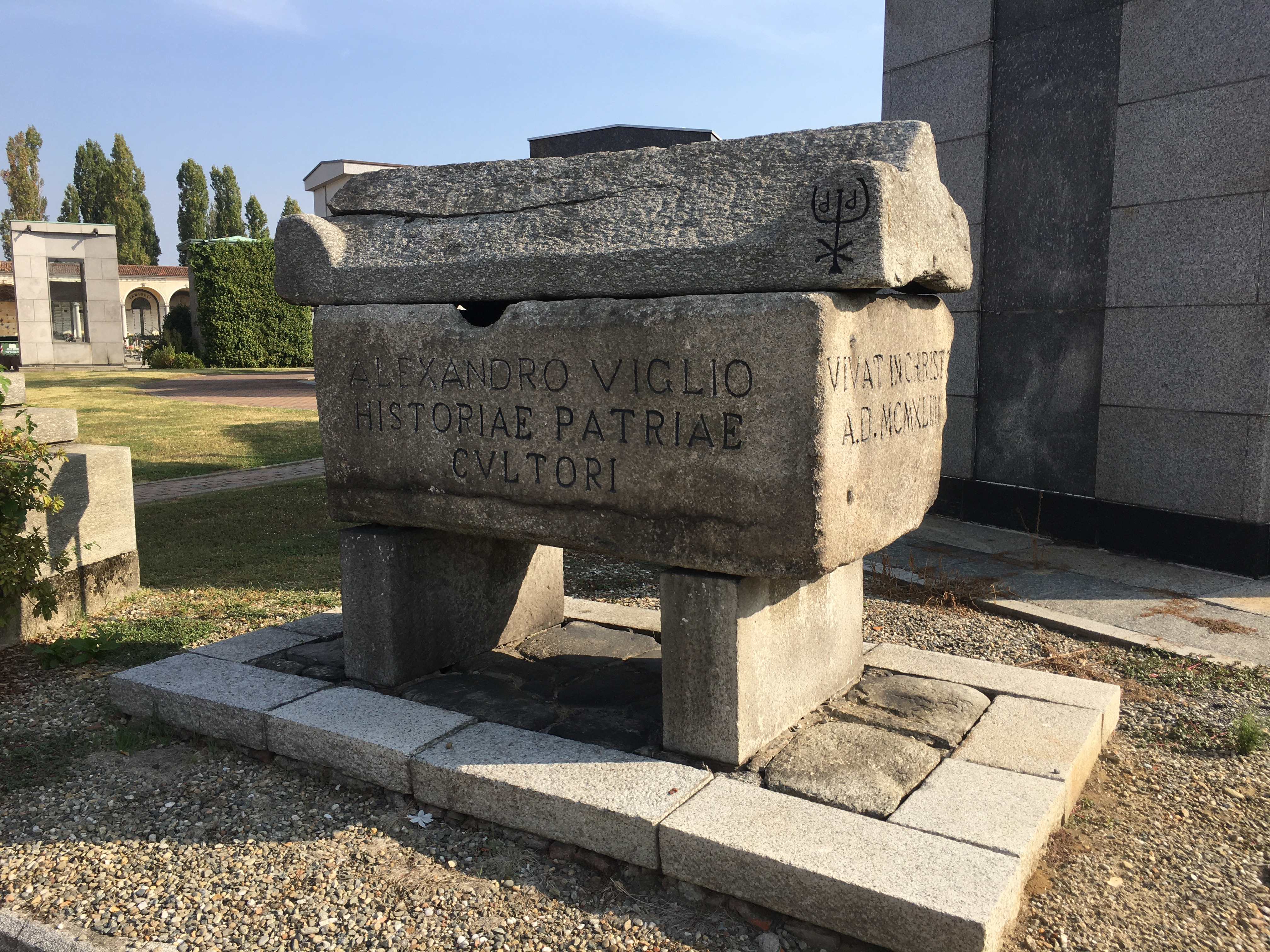
Sarcofago di serizzo di epoca romana tardo-imperiale, trovato a Garbagna

Nel 1675 la tomba romana di Atilia Sabina, stimata di età tardoimperiale, fu trovata in una località imprecisata del Novarese e mandata a Garbagna, nelle proprietà della famiglia Caroelli.
Ulteriori conferme della presenza romana a Garbagna sono date dal ritrovamento di un grande sarcofago di serizzo (1,17m x 2,28m) presso il cimitero, ritenuto di epoca tardo-imperiale, e di uno più piccolo (0,40m x 1,25m) in località Mariina. Nel 1944 il grande sarcofago fu inciso e posto sopra la tomba di Alessandro Viglio, membro e presidente della Società Storica Novarese, nel Cimitero di Novara.

### Le invasioni barbariche
Nel V secolo si susseguirono rapidamente le invasioni del Novarese da parte di diversi popoli:
- nel 402 i Visigoti di Alarico[36];

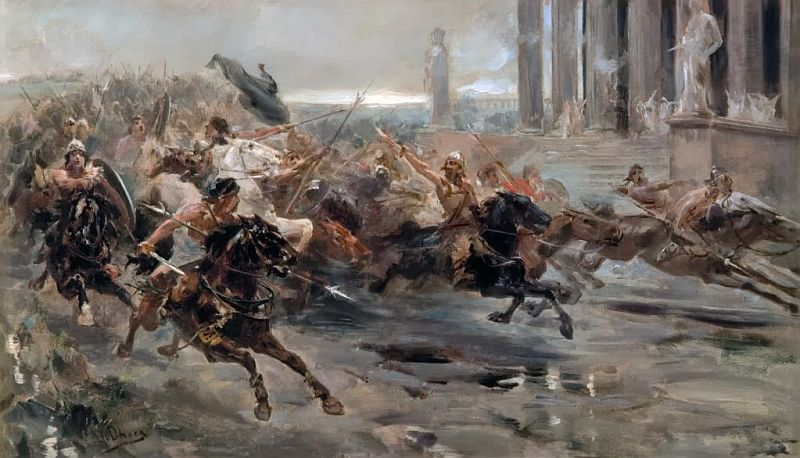
Invasione degli Unni in Italia

- nel 405 una banda di barbari di diversa stirpe, superstite dell'esercito di Alarico, guidata Radagaiso[37];
- nel 410 nuovamente i Visigoti di Alarico[36];
- nel 452 gli Unni di Attila[37];
- negli anni successivi la conquista di Milano del 489, i Goti di Teodorico, che portarono il Novarese nel Regno ostrogoto[31][38].

Durante la guerra gotica (535-553), voluta dall'imperatore d'Oriente Giustiniano per strappare l'Italia ai Goti, il Novarese fu riconquistato dalle truppe bizantine di Mundila nel 538, appoggiate da contingenti isaurici e traci. Ben presto però i Goti di Vitige, col supporto degli alleati Burgundi, contrattaccarono. Carestie ed epidemie seguirono. Dorino Tuniz suggerisce le parole di Procopio di Cesarea per avere un'idea della disperazione delle popolazioni coinvolte, tra cui certamente quelle delle campagne novaresi:
(Procopio di Cesarea, La Guerra Gotica)
L'instabilità politica e sociale generata dalle continue guerre dei secoli V e VI portò ad un generalizzato calo demografico e un forte spopolamento delle città, con la fuga degli amministratori verso le campagne.
Oltre le menzionate invasioni, si hanno poche notizie sui secoli V e VI. Per certo all'inizio del V secolo il Novarese era presidiato da un contingente di Sarmati provenienti dalle regioni tra il Danubio e il Don, parte di una popolazione di circa trecentomila persone invitata dallo stesso Costantino a stabilirsi in varie zone dell'impero sia a scopo di sorveglianza militare che di integrazione della forza lavoro in agricoltura.

## Medioevo
Nel Medioevo alla via Settimia, passante ad ovest dell'abitato, si sovrappose un tratto della via Francigena (conosciuta anche come Francisca o Romea), assai trafficata sia dalle persone che dalle merci.

### La dominazione longobarda

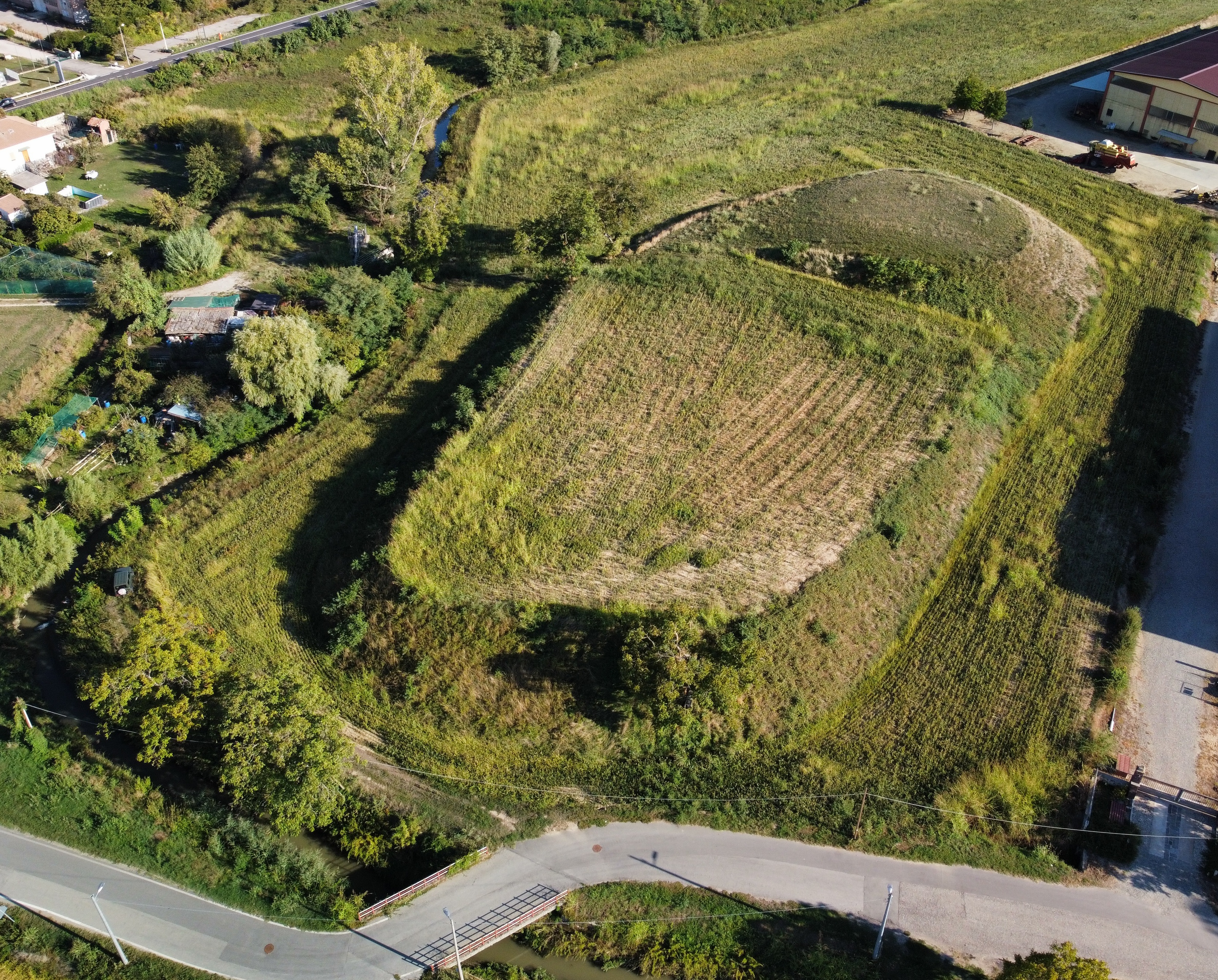
L'altura conosciuta come "la torre", lambita dal torrente Arbogna, antica sede del castellum romano e della fortezza longobarda

Due secoli di guerre, fame e malattie spianarono la strada alla successiva invasione dei Longobardi di Alboino, che giunsero a Novara nel 569. Garbagna entrò quindi nel regno longobardo, la cui capitale era Pavia. Nello specifico, all'interno della suddivisione politico-amministrativa del regno in ducati, Garbagna appartenne al Ducato di San Giulio, nell'area della Neustria, parte della Langobardia Maior.
Diversi autori, tra cui Amleto Rizzi (membro della Società Storica Novarese) e il vescovo Carlo Bascapè, concordano nell'attribuire a questo arrivo i tratti prevalentemente di una migrazione, avvenuta senza particolari violenze o devastazioni. Silvia Giani propone un'immagine chiara di ciò che si sarebbe visto a quel tempo: colonne di soldati armati a cavallo, seguiti dai carri su cui trasportavano famiglie ed averi. I nuovi arrivati si insediarono nelle campagne circostanti la città: luoghi aperti dove abbondavano boschi, prati e acqua per i cavalli. La società longobarda era basata sulle suddivisioni dell'esercito corrispondenti ai gruppi familiari (paragonabili ai clan scozzesi), detti fare, il cui iniziale stanziamento originò vari toponimi tuttora utilizzati, come Fara Novarese. Ulteriori contributi alla toponomastica novarese sono rintracciabili nei nomi con suffisso -engo, come Orfengo e Barengo, assieme alle località scomparse di Scaldasole e Stodegarda, nei pressi rispettivamente di Sozzago e Vespolate.
Nei territori occupati fu applicato il principio tardoimperiale dell'hospitalitas, secondo il quale un terzo delle terre conquistate (o dei prodotti della terra) spettava ai guerrieri longobardi, mentre le popolazioni sottomesse godevano della libertà personale e potevano regolarsi al loro interno secondo le norme del diritto latino. Presso gli insediamenti i nuovi arrivati solevano ricavarsi vere e proprie riserve di caccia, denominate gehagi: da questa parola derivano ulteriori toponimici, quali Gaggiolo.
Alla dominazione longobarda Lino Cassani fa risalire la conversione del castellum romano, originariamente costruito in legno e malta, a vera e propria fortezza in muratura. Al suo interno la popolazione si rifugiava dalle minacce provenienti da sud, difesa da mura, torre e dongione, il tutto circondato dal fossato naturalmente creato dall'ansa del torrente Arbogna. La fortezza è documentata da testimonianze più tarde, risalenti tra il XII e il XIV secolo, dove si accenna esplicitamente a torre, dominione e castello. Ancora oggi l'altura su cui sorgeva tale fortezza è conosciuta come la torre.
Un evento di quel periodo è raccontato da papa Gregorio Magno: a seguito dei numerosi e violenti nubifragi, che colpirono tutta l'Italia settentrionale, nell'ottobre dell'anno 589 i fiumi Ticino e Sesia strariparono, rompendo gli argini in più punti e allagando l'intera pianura nel mezzo, fino a formare un immenso lago, che rimase diversi mesi.
Verso la fine del VII secolo i Longobardi si convertirono al cristianesimo. Al posto del precedente tempio pagano, in Garbagna eressero un oratorio romanico dedicato al loro patrono San Michele, documentato a partire dal 1181 e collocato ove sorge l'attuale chiesa parrocchiale, dedicata al medesimo santo.
Il dettaglio della costruzione dell'oratorio, unitamente alla consuetudine longobarda di collocare i cimiteri lontano dai centri abitati e presso edifici dedicati al culto di San Michele, ha consentito di fare parzialmente luce sulla conformazione di Garbagna in quell'epoca. In primo luogo si ritiene che già a quel tempo il cimitero sorgesse accanto all'oratorio, vicinanza appurata alla fine del XVI secolo dall'opera di Ernesto Colli, nel paragrafo relativo alla demolizione e ricostruzione dell'edificio a fini di ampliamento. Di conseguenza il centro abitato non poteva sorgere ove si trova attualmente, ma lontano dal cimitero: considerando la posizione e la rilevanza dell'antica via romana a est (via publica), la costruzione dell'oratorio di Santa Maria nei suoi pressi nell'XI secolo e la denominazione villa nova dell'area circostante la torre nelle pergamene del XII secolo, Franca Franzosi sostiene che la villa vetus, cioè la collocazione del centro abitato nei secoli precedenti, fosse proprio presso l'oratorio di Santa Maria.
Contestualmente alla conversione, i Longobardi iniziarono a trasferirsi nelle città, prendendo parte alla vita cittadina.

### La dominazione franca
Nel 774 i Franchi di Carlo Magno sconfissero i Longobardi, ma non si stanziarono in massa nelle terre conquistate: si limitarono a sostituire i governanti con membri scelti dell'aristocrazia franca fedeli al sovrano, mentre le terre rimasero abitate dalle popolazioni longobarde. Dopo la conquista, Garbagna fu quindi presto rivenduta ai precedenti proprietari.
Il territorio novarese fu suddiviso in unità politico-amministrative, ciascuna affidata ad un governante franco denominato comes, cioè conte. Dalla parola comes le suddivisioni presero il nome di comitati (o contee). Garbagna fu inclusa nel comitatus plumbiensis, facente capo a Pombia, i cui confini meridionali comprendevano Terdobbiate, Nibbiola e Vespolate. Anche Novara e buona parte della Bassa Novarese erano parte di esso. Fu inoltre introdotto il sistema curtense, per contrastare la presenza dei tanti piccoli villaggi sparsi, poco produttivi e difficili da difendere: la popolazione fu costretta a trasferirsi verso i centri maggiori (corti), fortificati ed amministrati da funzionari nominati dai conti.
Parallelamente alla suddivisione amministrativa del territorio, i vescovi franchi organizzarono le diocesi in pievi, compatte ed assai funzionali. Le chiese pievane vennero situate presso le corti maggiori, esercitando su un territorio di circa dieci chilometri di raggio. Oltre allo svolgimento della funzione pastorale, le pievi raccoglievano la decima, tassa che consisteva nella decima parte di tutti i prodotti. Tra XI e XII secolo la diocesi di Novara fu suddivisa in 35 pievi, Garbagna fu parte della pieve di Vespolate, assieme a Vespolate, Nibbiola, Montarsello, Tornaco e Vignarello.
Con Ludovico il Pio, i re Franchi iniziarono a delegare mediante diplomi il potere ai vescovi locali, meglio visti dal popolo rispetto ai governanti stranieri.
Il primo riferimento a Garbagna in un documento storico risale al regno di Lotario I, precisamente al giugno 841: Maginardo, visconte di Pombia, donò alla chiesa di San Gaudenzio un manso (azienda agricola) nel territorio di Garbagna.
Quarant'anni dopo, il 15 maggio 881, il notaio novarese Maunustus, registrando una permuta di terre tra il vescovo di Novara Ernusto e un certo Pietro uomo libero (piccolo o medio proprietario terriero, un tempo combattente negli eserciti longobardi e carolingi), menzionò un vico Garbaniola non lontano da Garbagna e vicino all'antica strada romana (via publica). Focalizzandosi sulla prassi di utilizzo del diminutivo nei toponimi, Aldo Settia ritiene si trattasse di un centro abitato più piccolo e recente di Garbagna, nato per scissione dal paese vero e proprio. Dal medesimo documento si evincono altri dettagli sulla conformazione di Garbagna nel IX secolo: sul territorio esisteva un altro vico denominato Pidungo, situato presso il sentiero che portava al centro maggiore (via Garbaniasca: la denominazione della strada ottenuta dalla fusione del nome della destinazione col suffisso di origine ligure -asco è ricorrente nel Medio e Basso Novarese, a testimonianza della presenza di questa popolazione nel passato). I documenti storici tuttavia non menzionano ulteriormente i due piccoli centri, non è quindi possibile sapere dove precisamente fossero.
Col trasferimento del potere ai vescovi locali iniziato da Ludovico il Pio, nella seconda metà del X secolo avvenne la dispersione delle proprietà terriere di Garbagna, precedentemente tolte ai Longobardi: diversi nobili Franchi donarono molti appezzamenti direttamente alle autorità religiose di Novara.

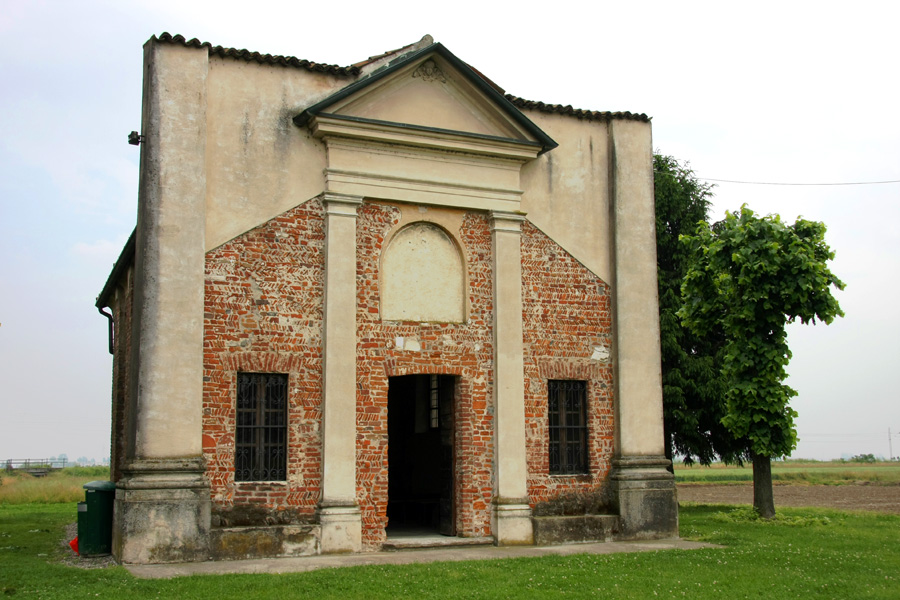
Oratorio di Santa Maria

Verso la fine dell'XI secolo è stimata la costruzione dell'oratorio di Santa Maria, che compariva tra le chiese di Garbagna appartenenti alla pieve di Vespolate.
Verso la metà del XII secolo, due famiglie aristocratiche novaresi detenevano varie proprietà in Garbagna, tra cui lo stesso castello: i Da Muro (o De Muro) e i Cavallazzi (o Cavallacius). Per difendere il proprio dominio contro le interferenze dei canonici di Santa Maria di Novara e dei conti Ottone e Guido, proprietari del vicino castello di Olengo, promossero lo sviluppo di una villa nova presso il castello, che tuttavia di lì a poco sarebbe rientrato sotto la giurisdizione del Comune di Novara. I documenti infatti riportano numerosi riferimenti al fatto che Garbagna nel XII secolo fosse un feudo del Comune di Novara e che diverse famiglie (castellani) l'avessero in gestione: i predetti Da Muro e Cavallazzi, assieme ai Del Placido.
Nel contesto degli scontri tra guelfi e ghibellini, una pergamena del 1155 riferisce che, nonostante il vescovo detenesse ancora il potere temporale, il Comune di Novara chiamò i vassalli De Muro a giurare fedeltà alla città: tra le clausole del giuramento ricorre esplicitamente l'ordine di salvaguardia della torre, del castello e del dominione di Garbagna.
Ulteriori pergamene del medesimo periodo descrivono inoltre i passaggi di proprietà delle terre di Garbagna tra le famiglie di castellani e gli accordi stabiliti tra queste famiglie relativamente alla gestione delle terre. Come detto in precedenza, il tutto nel rispetto dell'autorità del Comune di Novara e senza mai considerare la tuttavia ancora presente autorità del vescovo.
È interessante notare che ancora nel XII secolo una parte rilevante dei firmatari di tali documenti si dichiarasse di stirpe longobarda.
Si ha testimonianza che nel 1272 il Novarese fu invaso dalle cavallette, che distrussero le campagne.

### La dominazione milanese
Nel 1331, con la nomina a vescovo di Giovanni Visconti, il Novarese iniziò la transizione a possedimento della signoria di Milano. Nel 1354 Galeazzo II, nipote del vescovo, fu nominato vicario imperiale di Novara e riorganizzò il Novarese in circoscrizioni denominate squadre. Garbagna fu assegnata alla squadra inferiore, di cui facevano parte tutti i paesi a sud di Novara.
Nella prima metà del XIV secolo Garbagna iniziò a divincolarsi dall'autorità del Comune di Novara, come testimoniato dal documento della consegna dei beni ecclesiastici del 1347, dove per la prima volta è nominato esplicitamente il Comune di Garbagna.
Nel 1357, l'imperatore Carlo IV decise di risolvere una lunga contesa di Novara tra Galeazzo II Visconti e Giovanni II del Monferrato rimettendo la città al primo. Il secondo, insoddisfatto della decisione, assoldò nel 1362 la Compagnia Bianca (Compagnia de' Bretoni) del tedesco Alberto Sterz, forte di diverse migliaia di mercenari inglesi, per mettere a ferro e fuoco il Novarese. Ne conseguirono carestia e peste, che uccisero i due terzi della popolazione. Garbagna non ne fu risparmiata.
Nel 1395, con la nomina a duca di Gian Galeazzo Visconti, figlio di Galeazzo II, il processo di assoggettamento del Novarese a Milano si compì: il suo territorio divenne parte del ducato di Milano e lo sarebbe rimasto fino all'inizio del XVIII secolo.
Tra il 1447 e il 1449 Francesco Sforza si impossessò del ducato di Milano. Quegli anni furono per il ducato un periodo di tranquillità e forte sviluppo econonomico. Nel Novarese si diffusero la pratica della marcita, che portò ad un notevole incremento del settore dell'allevamento, l'allevamento dei bachi da seta, che riempirono le campagne di filari di gelsi, e apparve il riso.
Nel 1460 lo Sforza emanò nuovi statuti che sancirono la fine dell'ordinamento comunale di Novara, trasferendo il potere alla classe aristocratica (consiglio dei decurioni). Contestualmente proseguì la politica iniziata dai Visconti di sottrarre terre alla giurisdizione di Novara mediante l'assegnamento delle stesse a nuovi feudatari, personaggi appartenenti alle grandi famiglie (per lo più lombarde) che avevano contribuito alla causa milanese. In questo contesto, il 14 gennaio 1464 (o nel 1467, secondo alcune fonti) Garbagna fu infeudata a Corrado Della Porta, la cui famiglia avrebbe mantenuto il feudo fino al 1756.
Il XV secolo fu caratterizzato da una lunga e violenta contesa del Novarese da parte di Francia e Spagna, con il passaggio e la permanenza di eserciti francesi, svizzeri e spagnoli. Nel 1535, alla morte dell'ultimo Sforza, Francesco II, il ducato di Milano, quindi anche il Novarese, fu occupato dagli spagnoli.

## Età moderna
Il 25 febbraio 1526 Novara fu obbligata dal governatore del Ducato di Milano a giurare fedeltà all'imperatore Carlo V d'Asburgo: ciò portò il Novarese sotto l'influenza della Spagna.
Sul finire del XVI secolo l'oratorio romanico costruito dai Longobardi fu sostituito dall'attuale chiesa di San Michele.

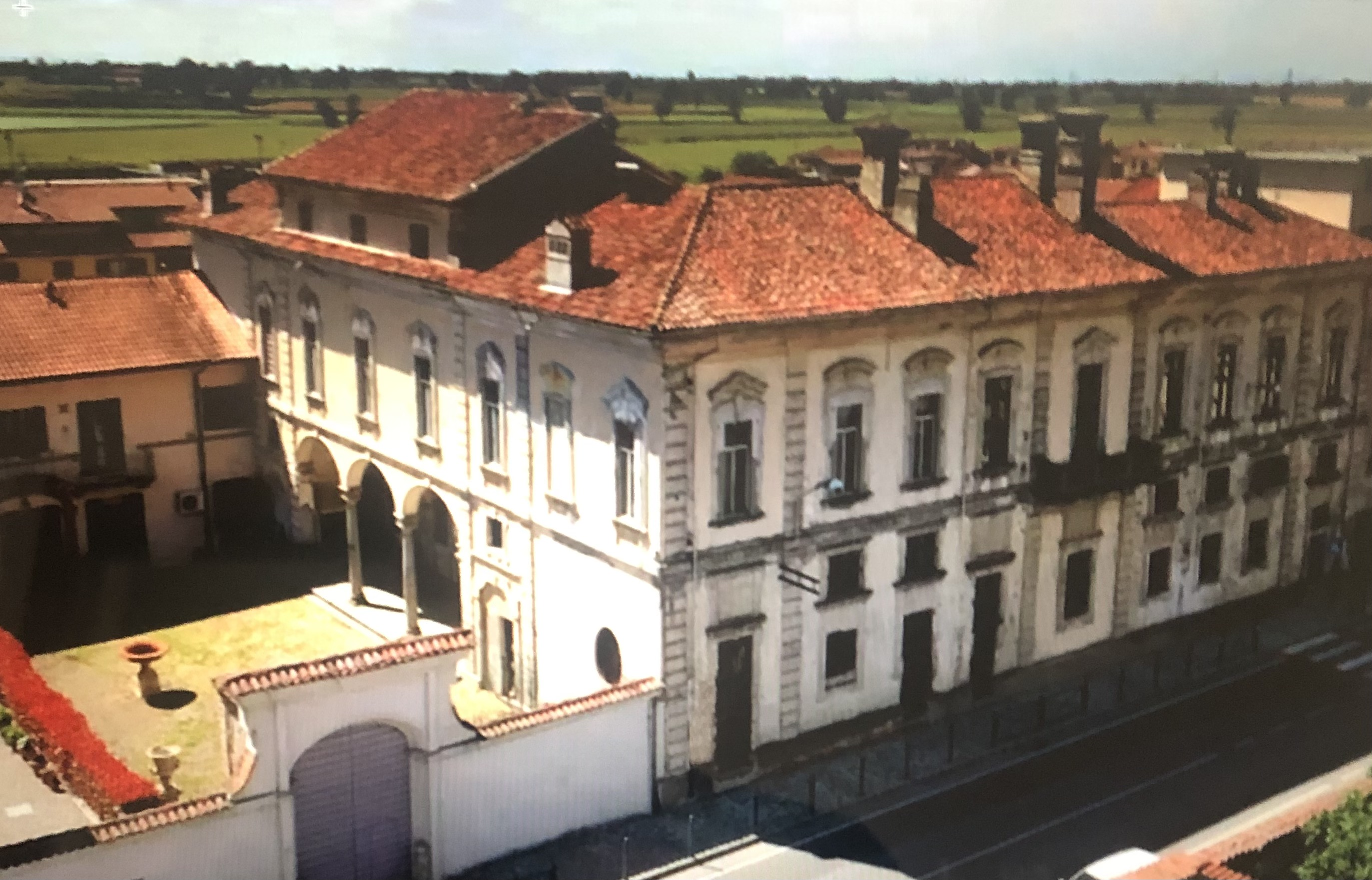
Palazzo Caroelli

Nel 1772 il feudo di Garbagna passò al marchese Luigi Caroelli e si stima al medesimo secolo la costruzione del Palazzo Caroelli.

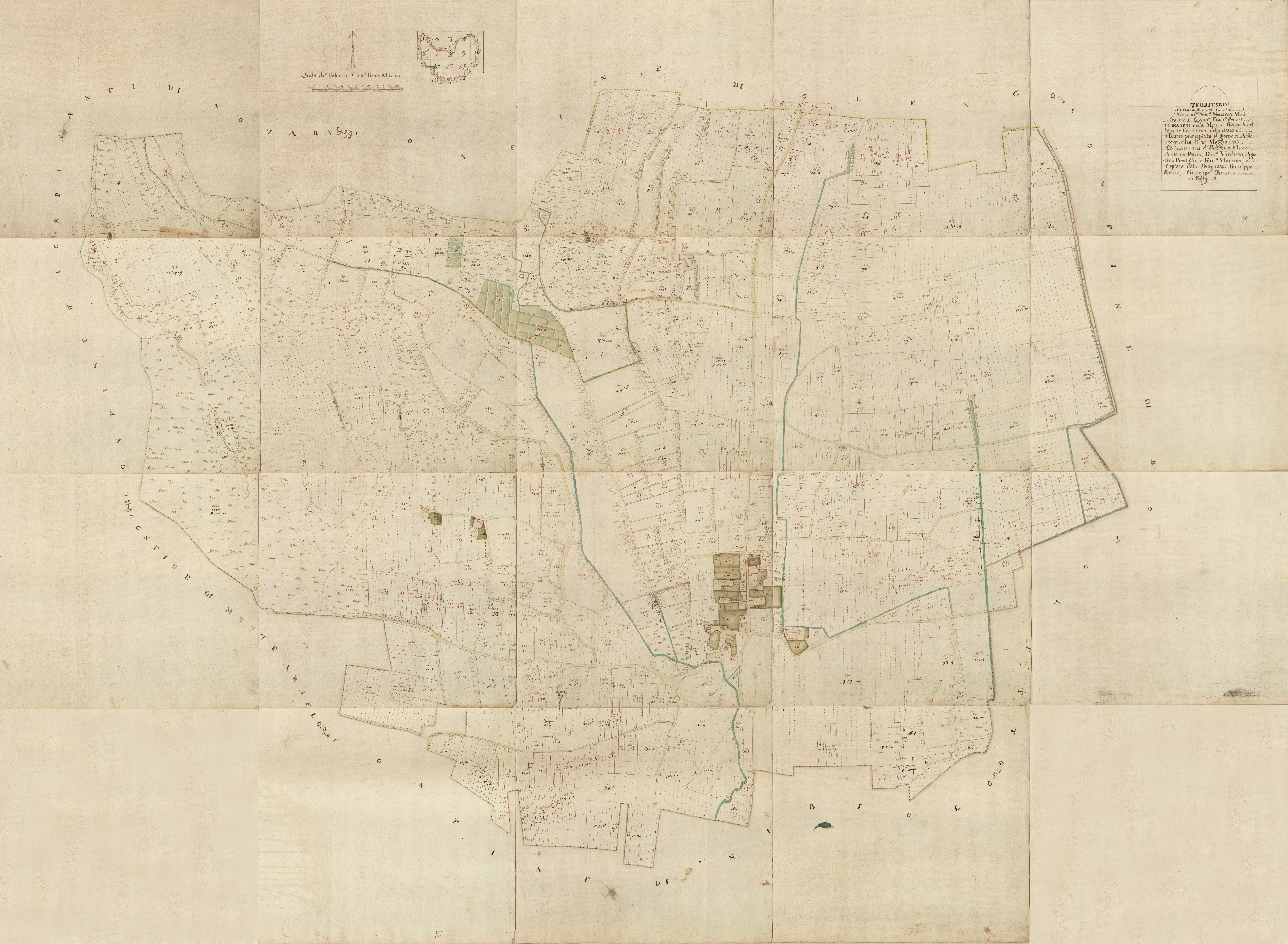
Garbagna nel Catasto teresiano (1723)

Dal XVIII secolo l'influenza di Garbagna si estese ai territori limitrofi di Moncucco e Buzzoletto con Calzavacca, che fino al XVII secolo erano stati piccoli comuni indipendenti, parte del contado novarese, specificatamente della Squadra di Vespolate. Comuni poi soppressi nel corso del XVIII secolo, assorbiti da Garbagna.

## Età contemporanea
Dal 1800 al 1814, durante l'epoca napoleonica, Garbagna fu parte del Dipartimento dell'Agogna, distretto di Novara. In quegli anni le località di Buzzoletto e Moncucco non eran considerate dipendenze di Garbagna, ma di Olengo.
A seguito dell'abbandono di Novara da parte delle truppe francesi, nel 1815 l'esercito austriaco occupò il paese, requisendo tutti i mezzi di trasporto durante il passaggio delle truppe.
Il 6 agosto 1823 una grandinata distrusse completamente i raccolti.
Il 10 agosto 1841 il Senato di Casale, tribunale d'appello per i processi ordinari del Regno di Sardegna, pronunciò una sentenza che fece scuola, su una vicenda interamente ambientata a Garbagna: i contendenti erano il parroco Giovanni De Paoli, supportato dall'intera comunità del paese, e Francesco Antonio Cavalli, proprietario della cascina Marijna.
De Paoli riportò che il corso del Rì costeggiava vari terreni, tra i quali, nell'ordine, quello di Cavalli e quello della parrocchia. Le sue acque erano da sempre sfruttate dai proprietari laterali a scopo di irrigazione, lasciando decorrere il superfluo. Da poco tempo Cavalli, adducendo un diritto esclusivo su di esso, lo aveva deviato verso le proprie risaie, indirizzandone poi il corso verso Vespolate. De Paoli sosteneva che Cavalli non ne fosse in diritto, poiché il Rì era da ritenersi pubblico, in quanto alimentato da fonti naturali.
Cavalli contestò le motivazioni addotte da De Paoli, reputandole insufficienti a considerare le acque del Rì pubbliche, poiché provenivano da un terreno di sua proprietà, quindi nessuno a valle avrebbe potuto avanzare pretese su di esse.
Il Senato appurò che in quell'estate molto secca il terreno della parrocchia era inaridito a causa dell'azione di Cavalli, mettendone a rischio il raccolto. Stabilì dunque che il possesso del torrente non bastasse a consentire di servirsene a piacimento e che occorresse esaminarne la posizione e le caratteristiche delle acque: il torrente era alimentato da acque sia naturali, sia cadenti dalle proprietà lambite, sia provenienti da alcune sorgive del comune di Garbagna; il suolo di questi corsi d'acqua era da sempre ritenuto parte dei terreni costeggiati, quindi lo sfruttamento spettava a tutti i rispettivi proprietari; le affermazioni di Cavalli erano inoltre intrinsecamente contraddittorie, poiché lui stesso confermava che il Rì era in parte alimentato da acque provenienti da terreni altrui, di conseguenza a lui stesso sarebbe stato consentito unicamente utilizzarle e poi restituire il superfluo; la proprietà privata delle acque durava finché esse non fossero naturalmente uscite dai possedimenti, seguendo il loro corso. Per questi motivi il Senato, nelle persone di Giacomo Giovanetti e Urbano Rattazzi (tra le altre), impose a Cavalli, dopo l'irrigazione delle sue terre, di restituire le acque a beneficio degli utilizzatori a valle.
Le disposizioni di questa sentenza, relative alla proprietà e all'utilizzo delle acque e ai rapporti fra i suoi utilizzatori a monte e a valle, furono prese a modello e citate in svariate opere di giurisprudenza, almeno fino alla fine dell'Ottocento. Lo stesso Giovanetti, consigliere di Carlo Alberto, avrebbe nel 1844 riversato tutta l'esperienza accumulata sulla gestione delle acque nell'opera Du régime des eaux et particulièrement de celles qui servent aux irrigations, scritta su richiesta del governo di Francia.

### Risorgimento
Nei giorni della battaglia di Novara del 23 marzo 1849, sul finire della prima guerra d'indipendenza, Garbagna fu solo marginalmente coinvolta dagli eventi bellici. Il 19 marzo, durante i preparativi della battaglia, il paese fu occupato dalle truppe della I divisione dell'esercito piemontese, al comando del generale Giovanni Durando, assieme a Vespolate e Terdobbiate. Il tratto di strada tra Novara e Albonese era invece pattugliato dalla divisione di riserva, al comando del Duca di Savoia Vittorio Emanuele (il futuro re Vittorio Emanuele II). La sera del 20, tuttavia, Durando ricevette dal generale Chrzanowski l'ordine di muovere verso sud, tra Vespolate e Mortara. La sera del 22 giunsero infine al paese gli esploratori del 2º Corpo d'Armata austriaco, inviati in ricognizione dal feldmaresciallo d'Aspre, che aveva appena raggiunto Vespolate. Proprio da Garbagna partirono alle 10 del mattino successivo le avanguardie austriache in direzione di Novara, che alle 11 furono avvistate presso la Bicocca e coinvolte nel primo scontro della battaglia che si sarebbe protratta fino a sera. Alle 14:30 giunsero al paese i primi distaccamenti del 3º Corpo d'Armata, in soccorso dell'ormai esausto 2º Corpo. Il marginale coinvolgimento di Garbagna constò del sequestro di buoi e foraggi da parte delle truppe austriache, commensurato dal Comune in 306.023,90 lire piemontesi. L'anno successivo fu inoltrata la relativa richiesta di risarcimento danni all'Intendenza Generale di Novara.

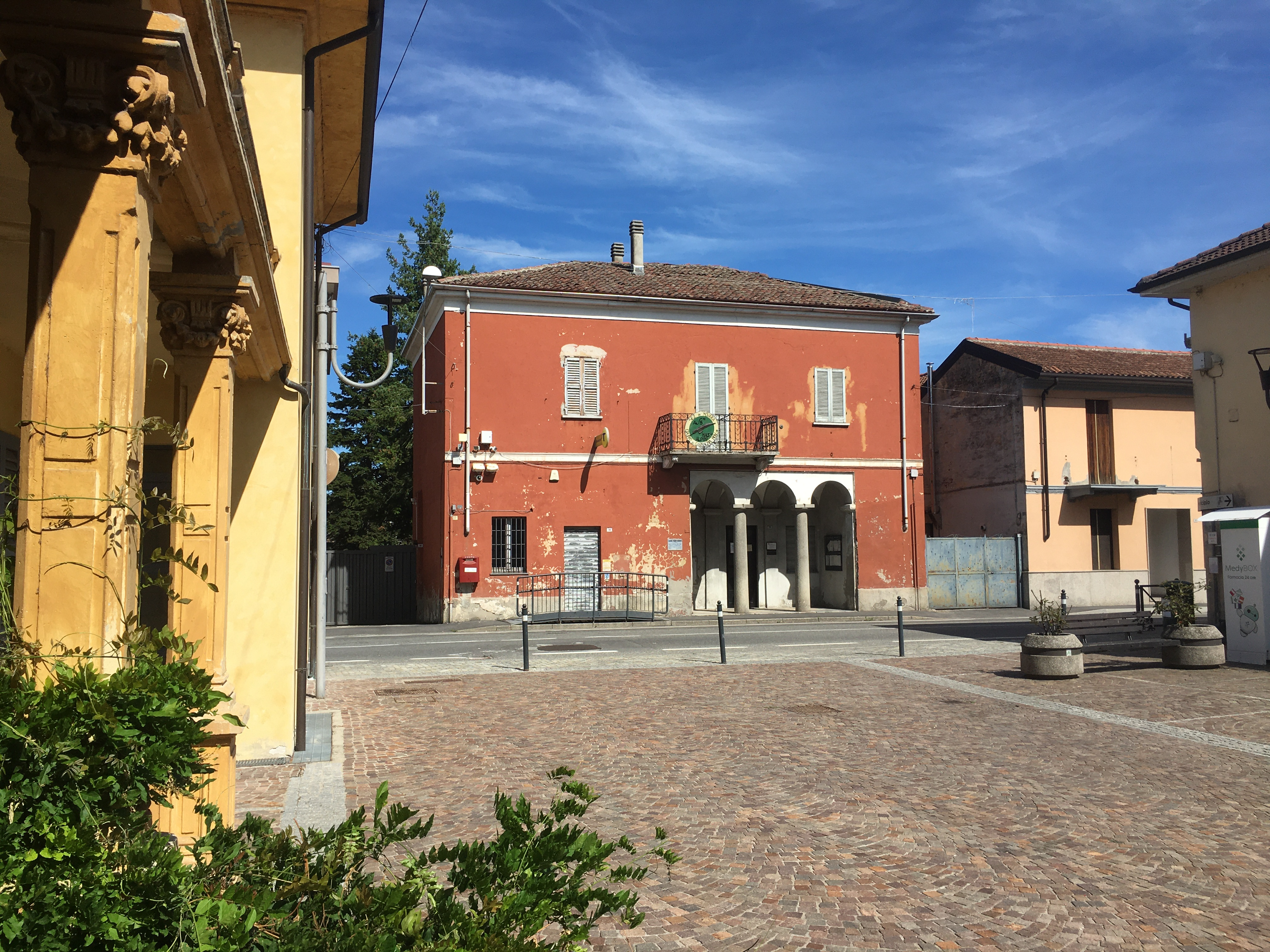
Il vecchio municipio del 1849, ad oggi adibito ad ufficio postale, ambulatorio e sede del Gruppo Alpini

Sempre nel 1849 fu costruito il palazzo municipale, che svolse tale compito fino al 1940.
Durante la seconda guerra d'indipendenza, a cavallo tra maggio e giugno 1859, gli austriaci occuparono Garbagna. Completata l'occupazione, arrestarono il vicesindaco Pasquale Montalenti, lo trattennero per molte ore, ripetendo minacce di fucilazione e di saccheggio al paese, se non fossero stati consegnati viveri e foraggio. Ad ogni obiezione seguivano insulti e spaventose violenze. Questa situazione durò per tutto il tempo dell'occupazione. Un giorno, non trovando né sindaco né vicesindaco, il comandante austriaco creò di sua autorità sindaco un giovane del paese e ordinò di procedere alla requisizione di viveri e bestiame, nonostante il paese fosse ormai allo stremo, con le consuete minacce di morte e saccheggio. Infine, per vendicarsi dell'assenza di sindaco e vicesindaco, gli occupanti saccheggiarono e vandalizzarono numerose case e stalle.
Nei 15 anni successivi l'unità d'Italia, l'esercito del regno fu affiancato dalla guardia nazionale, creata a modello della guardia nazionale francese: Garbagna contribuì con 71 uomini (62 regolari e 9 riserve).
A seguito della delibera del consiglio comunale del 25 novembre 1862 e del conseguente regio decreto dell'8 aprile 1863 n. 1234, il 31 maggio successivo la denominazione ufficiale del paese cambiò da Garbagna a Garbagna Novarese.
Lino Cassani riporta che nel 1877 o 1878 l'agricoltore Bernardino Pollastri abbatté l'ultimo troncone della torre, la fortezza di origine medievale che sorgeva nei pressi del torrente Arbogna, allo scopo di ricavarne terreno agricolo che si potesse agevolmente arare ed irrigare.

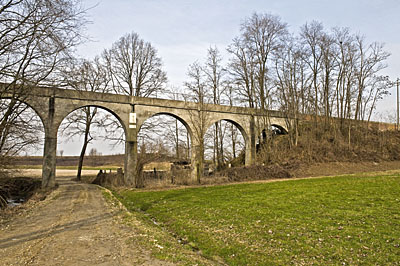
Il ponte canale della Vallazza visto da sud

In quegli stessi anni due fratelli nibbiolesi, Costantino e Vincenzo Bevilacqua, furono tra i maggiori fautori della realizzazione del Cavo Ricca, che dal canale Cavour avrebbe portato acqua da irrigazione a vaste terre del Basso Novarese. Dopo la concessione gratuita di terreno per il passaggio del cavo in territorio di Garbagna (ottenuta facilmente, essendo a quel tempo Costantino membro del consiglio comunale garbagnese), la costruzione del tratto per Nibbiola si scontrò col problema dell'importante dislivello della valle del Ri, posta perpendicolarmente al percorso del cavo. Vincenzo Bevilacqua, geometra e perito tecnico del comune di Nibbiola, risolse la questione ideando un colossale ponte canale in muratura a sei arcate (talvolta indicato come diga o acquedotto) nella regione Vallazza, al confine tra i comuni di Garbagna e Nibbiola. A sorveglianza del ponte fu incaricato un guardiacanale, alloggiato nell'abitazione attigua (Casa Vallazza) e quasi sempre di origine nibbiolese.
Nel 1883 si ha notizia dell'esistenza di un'Associazione degli agricoltori ed operai in Garbagna, il cui regolamento fu listato dalla Regia Deputazione di Storia Patria nella Biblioteca Storica Italiana. Purtroppo le fonti attuali non forniscono ulteriori dettagli, se non che il regolamento fu stampato dalla tipografia Miglio di Novara.

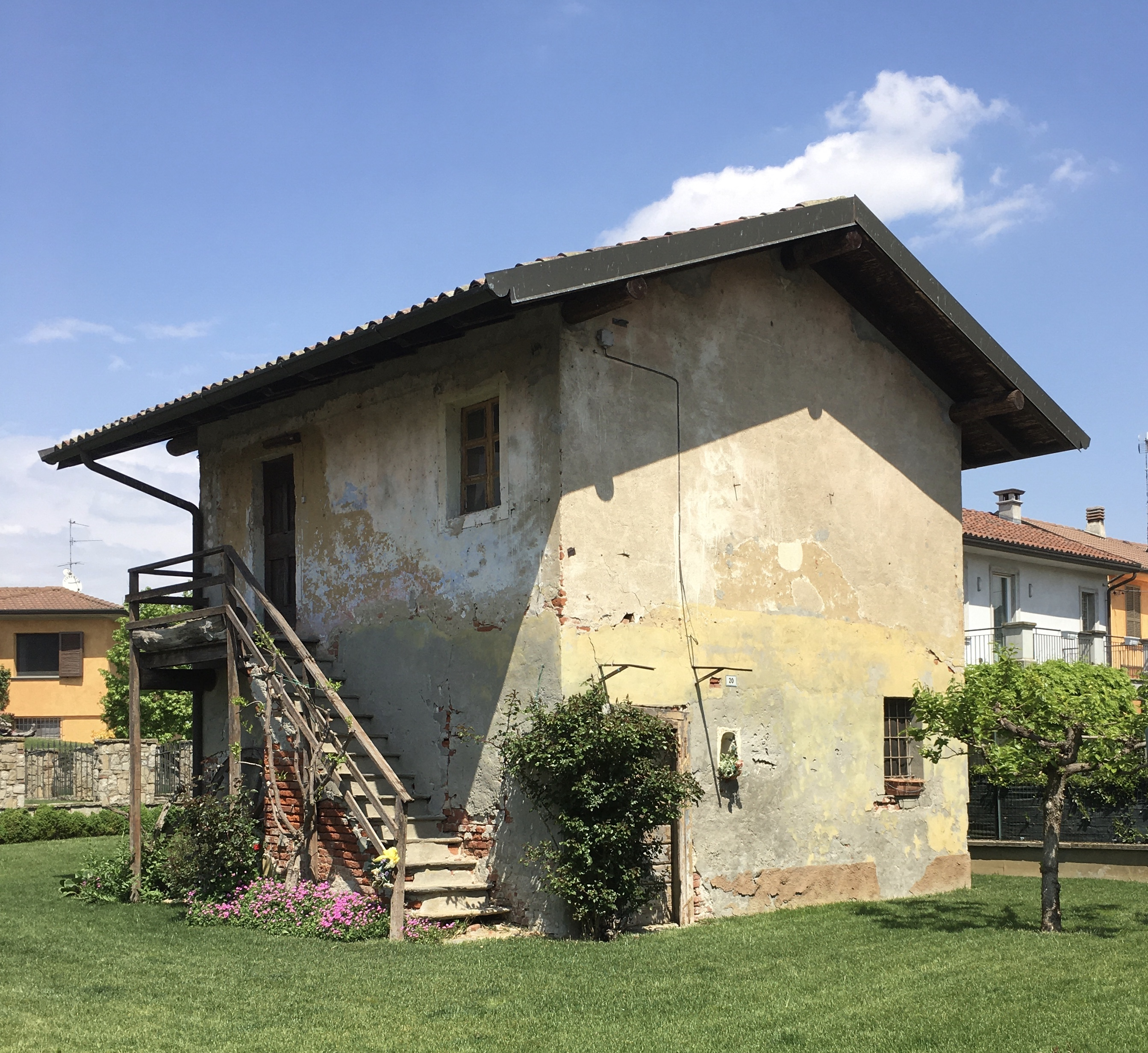
Casa rurale di Garbagna, risalente al 1892

All'inizio del XX secolo il modesto tessuto industriale rispecchiava la matrice ancora strettamente agricola dell'economia. I proprietari delle cascine trattavano la brillatura del riso coltivato nelle loro stesse tenute (Brustia a Moncucco, Ferraris alla Marijna, Gallina alla Calzavacca, Pollini e Soldani a Buzzoletto, Geri), mentre diverse aziende producevano latticini (Comelli, Paracchini, Rigone e Ticozzi) e stracchino (Invernizzi).
Ad opera degli agricoltori Carlo Chiesa e Camillo Buslacchi, tra giugno e luglio 1909 fu fondata la Società anonima cooperativa di consumo in Garbagna Novarese, con lo scopo di fornire ai soci generi di prima necessità alla tariffa il più possibile vicina al prezzo di costo, con modalità di pagamento agevolato. Solo le fasce più deboli della popolazione potevano farne parte: contadini, operai ed impiegati.

### Prima guerra mondiale
La prima guerra mondiale costò a Garbagna diciotto vittime, ricordate da una lapide posta l'11 febbraio 1919 presso il locale cimitero. Su di essa è incisa la dedica: Garbagna alla memoria dei suoi prodi figli caduti nella 4ª guerra dell'Indipendenza Italiana questo monumento pose.
Il fascicolo del caduto Andrea Fortina, redatto durante il conflitto e contenente l'atto di nascita, di morte e due fotografie, fu donato dal Comune all'Istituto per la storia del Risorgimento italiano, in quanto storicamente rilevante. Al 2022, tale fascicolo è liberamente consultabile mediante il sito del Museo centrale del Risorgimento, presso il quale sono disponibili anche i fascicoli di Giuseppe Frego e Carlo Raffaele, nativi di Garbagna ma trasferiti altrove.

### Primo dopoguerra
Dopo la prima guerra mondiale Garbagna conobbe i primi flussi migratori della sua storia: buona parte degli abitanti si trasferì nella vicina Novara in cerca di migliori opportunità, mentre genti provenienti soprattutto dal Veneto ne presero il posto. Nel paese rimase solo una minima parte delle famiglie originarie, che a quel punto dovette integrarsi con genti di indole e tradizioni diverse. A tale proposito, Lino Cassani sottolineò quanto preziose fossero la cura e la prudenza del parroco Carlo De Gasperis nel gestire quell'importante cambiamento.

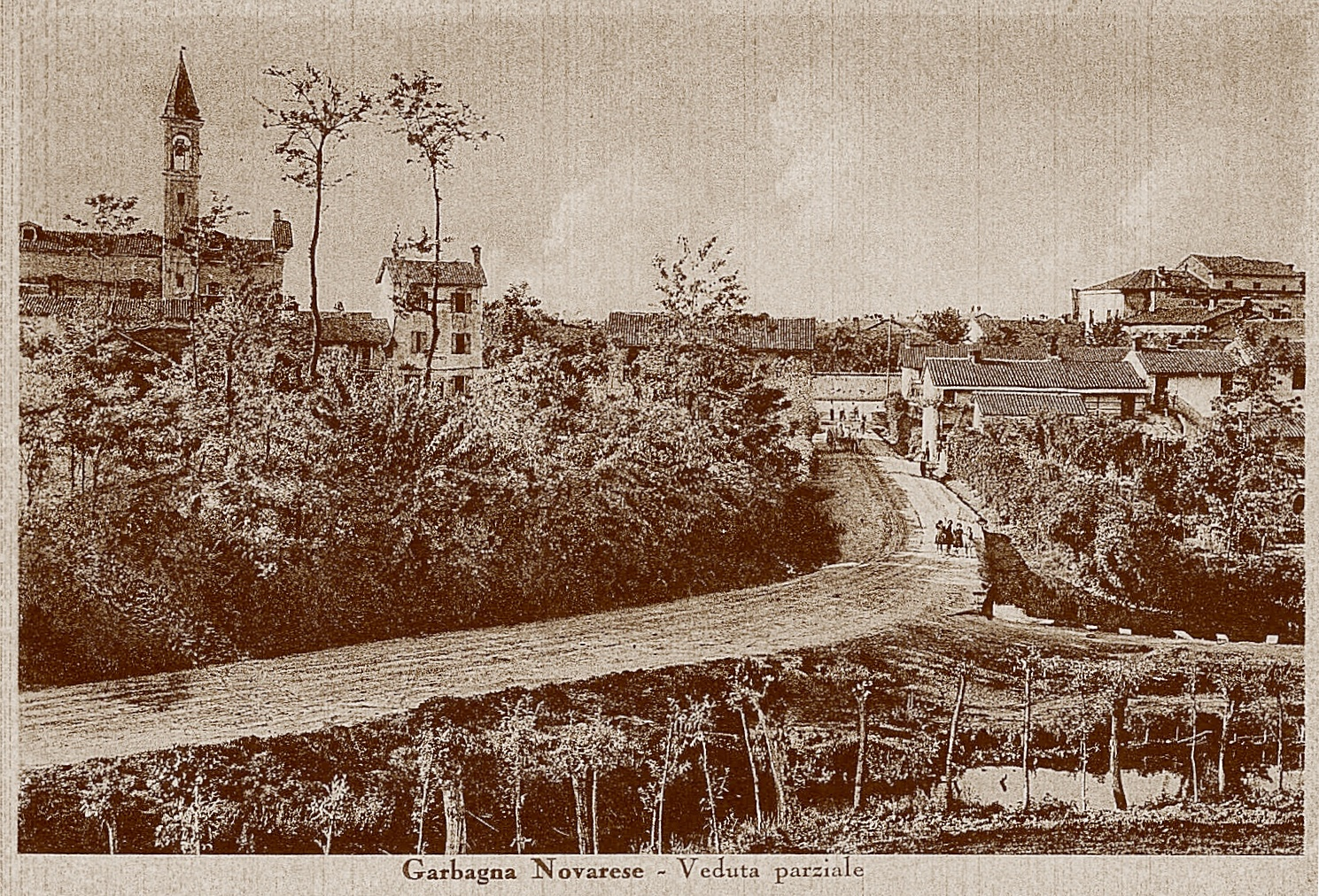
Cartolina del paese, prima della costruzione del nuovo municipio

Durante i fermenti del biennio rosso relativi al mondo del lavoro, nel paese presero vita varie iniziative sia in ambito socialista che cattolico. Da un lato, nel 1920, fu fondata la Società Cooperativa di Produzione e Lavoro, conosciuta localmente come Circolo, con sede sull'angolo tra l'attuale via Matteotti e via IV Novembre. Divenne il punto d'incontro per l'intero paese, comunque frequentato da persone di ogni estrazione sociale e opinione politica. Dall'altro, in quegli anni una consistente parte dei lavoratori agricoli aderiva alle leghe bianche, organizzazioni appartenenti al sindacalismo cattolico che si proponevano come alternativa al nascente fascismo e al socialismo. Tali organizzazioni, sebbene meno numerose e peggio organizzate delle controparti di sinistra, erano molto forti in diversi paesi del Novarese come Pernate, Casalino, Villata e nella zona verso la Lomellina. Le leghe bianche portavano avanti un programma favorevole alla piccola proprietà, argomento assai caro a molti contadini e mezzadri che ambivano a risalire la scala sociale divenendo piccoli proprietari.
L'avvento del fascismo nel Novarese portò violenze anche a Garbagna, seppur limitate ai due fatti che seguono:
- nel maggio 1921, durante un comizio tenuto dall'onorevole Guglielmo Gambarotta di Cerano, ex deputato del Partito Democratico Costituzionale[116], due fascisti probabilmente ubriachi disturbavano e furono invitati a smettere; non avendo assecondato la richiesta, furono percossi e lievemente feriti; in conseguenza all'affronto, i camerati dei malcapitati organizzarono una spedizione punitiva a Garbagna, durante la quale il circolo operaio fu devastato[117];
- il 9 luglio 1922 a Casalino fu ucciso Angelo Ridoni, capo dello squadrismo di quel paese; la sera stessa e nei giorni seguenti si vide la reazione delle squadre fasciste in Casalino, Granozzo, Caltignaga e Cavagliano (frazione di Bellinzago), talvolta supportate dalla polizia stessa; ne scaturì uno sciopero di protesta dei lavoratori agricoli, estesosi rapidamente a tutta la provincia; nei giorni successivi le devastazioni dei circoli operai da parte dei fascisti si allargarono a decine di paesi del Novarese, tra cui Sozzago, Borgolavezzaro, Terdobbiate, Tornaco e Garbagna stessa[118].

Verso la metà degli anni '20 il Circolo fu convertito in Dopolavoro, alle dirette dipendenze dell'O.N.D. (Opera nazionale del dopolavoro), ed intitolato a Roberto Forni, agrario novarese di origine lomellina, figura di spicco del fascismo novarese della prima ora (deputato in Parlamento, presidente dell'Ospedale Maggiore, segretario provinciale del sindacato fascista e fratello di Cesare Forni, capo dei fascisti lomellini). Il presidente era Virgilio Buslacchi, già segretario locale del P.N.F.. Nonostante la nuova denominazione, il Circolo rimase il punto d'incontro per tutto il paese. Su disposizione del Ministro delle Corporazioni, l'8 marzo 1937 il Dopolavoro ricevette in donazione tutti gli immobili appartenenti alla Società anonima cooperativa "Produzione e Lavoro Riscatto Proletario".
Gli autori Arrigoni, Mambrini e Ramati, nell'opera dedicata alla storia dello sport di Garbagna, offrono una dettagliata testimonianza della passione che infiammò gli animi tra le due guerre: il calcio. Data l'evidente passione di molti giovani garbagnesi per questo sport, il presidente Buslacchi assieme a Pierino Tencaioli, appassionato sportivo, crearono verso il 1930 la prima vera e propria squadra di calcio di Garbagna. Tencaioli si occupava degli allenamenti e dell'organizzazione delle prime partite amichevoli contro le formazioni dei paesi limitrofi e dei quartieri di Novara. Il campo era su un terreno privato della famiglia Muttini, mentre il punto di ritrovo della squadra restava il Circolo. Nel parlare di questa prima avventura calcistica, Arrigoni, Mambrini e Ramati si soffermano su alcuni dettagli di quell'esperienza sportiva: gli spostamenti per le trasferte consistevano in carovane di biciclette, sulle quali montavano due giocatori per volta; l'arbitro poteva occasionalmente essere un dirigente o un tecnico della squadra ospitante; nel gioco non si vedeva mai violenza o odio, gli incidenti erano assai rari, le partite finivano sempre con una bevuta in compagnia. Nonostante fossero solo gli inizi, la squadra era tutto sommato competitiva: le molte sconfitte, subite principalmente in trasferta, erano ritenute comunque onorevoli grazie ai pochi goal che riuscivano a passare la forte difesa. Data la grande partecipazione del paese e l'oggettiva validità dell'iniziativa, nel 1931 fu costituita la Società Sportiva "Roberto Forni" (dal nome del Dopolavoro stesso), passo necessario per accedere alle competizioni ufficiali. La squadra fu dunque affiliata alla FIGC/ULIC ed iscritta al Campionato di 2ª categoria. Nel campionato 1931/1932 si scontrò con le squadre cittadine Torrion Quartara, Lumellogno, Sparta, Veveri e IV Novembre, assieme alle squadre dei paesi Sozzaghese, Morghenghese, Vespolate e Nibbiola. Vinse la squadra di Lumellogno, mentre Garbagna si classificò solo ottava, rendendo chiaro che solo metà dei giocatori era in grado di competere agonisticamente. Le partite a Novara eran più seguite, ma in Garbagna la partecipazione rimase comunque soddisfacente, sempre con almeno un centinaio di spettatori e talvolta punte di 300. Data l'evidente carenza tecnica, Buslacchi e Tencaioli giocarono la carta degli stranieri: dopo aver vagliato molti giocatori durante le partite amichevoli organizzate all'uopo, furono aggiunti alla squadra sei forti giocatori, cinque provenienti da Novara ed uno da Vespolate. La scelta si rivelò vincente: il campionato 1932/1933, giocato praticamente contro gli stessi avversari, fu vinto dal Torrion Quartara, ma la squadra di Garbagna conquistò un onorevolissimo terzo posto, supportata da un numero sempre maggiore di spettatori. Nonostante il successo, confermato dai risultati del torneo estivo appositamente organizzato (la Coppa Garbagna 1933), nell'autunno 1933 la squadra perse numerosi giocatori, sia locali che acquisiti, e i sostituti non si dimostrarono all'altezza. Complice probabilmente l'amarezza per un trattamento economico iniquo, alla fine la squadra rinunciò al campionato 1933/1934 e la società fu chiusa all'inizio del 1934.
In quell'anno le richieste del nuovo segretario provinciale del P.N.F. Gualtiero Lucchesi si fecero più pressanti verso i Dopolavoro, richiedendo continuamente l'organizzazione di eventi sportivi. Il presidente del Dopolavoro garbagnese, Buslacchi, ricevette esplicite sollecitazioni in tal senso, cui rispose constatando la mera realtà: essendo la quasi totalità degli abitanti braccianti, essi non avevano tempo per le attività sportive, dovendo provvedere al sostentamento delle proprie famiglie. Gli unici tentativi concretizzati riguardarono il ciclismo e l'atletica, ma non ebbero seguito. Dall'altro lato, anche i tentativi di Buslacchi di attrarre partecipanti alle periodiche conferenze dei funzionari fascisti presso il Circolo ebbero scarso successo: la partecipazione era scarsa, annoiata, irrispettosa dell'etichetta fascista che imponeva il saluto romano. Le imposizioni di Lucchesi ai Dopolavoro fornirono un curioso aneddoto anche in occasione della visita di Mussolini a Novara del 18 maggio 1939: essendo richiesto un vero e proprio Battaglione ciclista di cinque elementi per sfilare al cospetto del Duce (con tanto di statuto, divise e tessere), esso fu creato all'uopo due settimane prima della fatidica data. Ad oggi se ne conservano solamente tre tessere e nessuna memoria di particolari prestazioni.
Si ha testimonianza che diversi giovani garbagnesi parteciparono alla guerra d'Africa, sebbene i documenti consultati finora non riportino i loro nomi o le loro sorti.

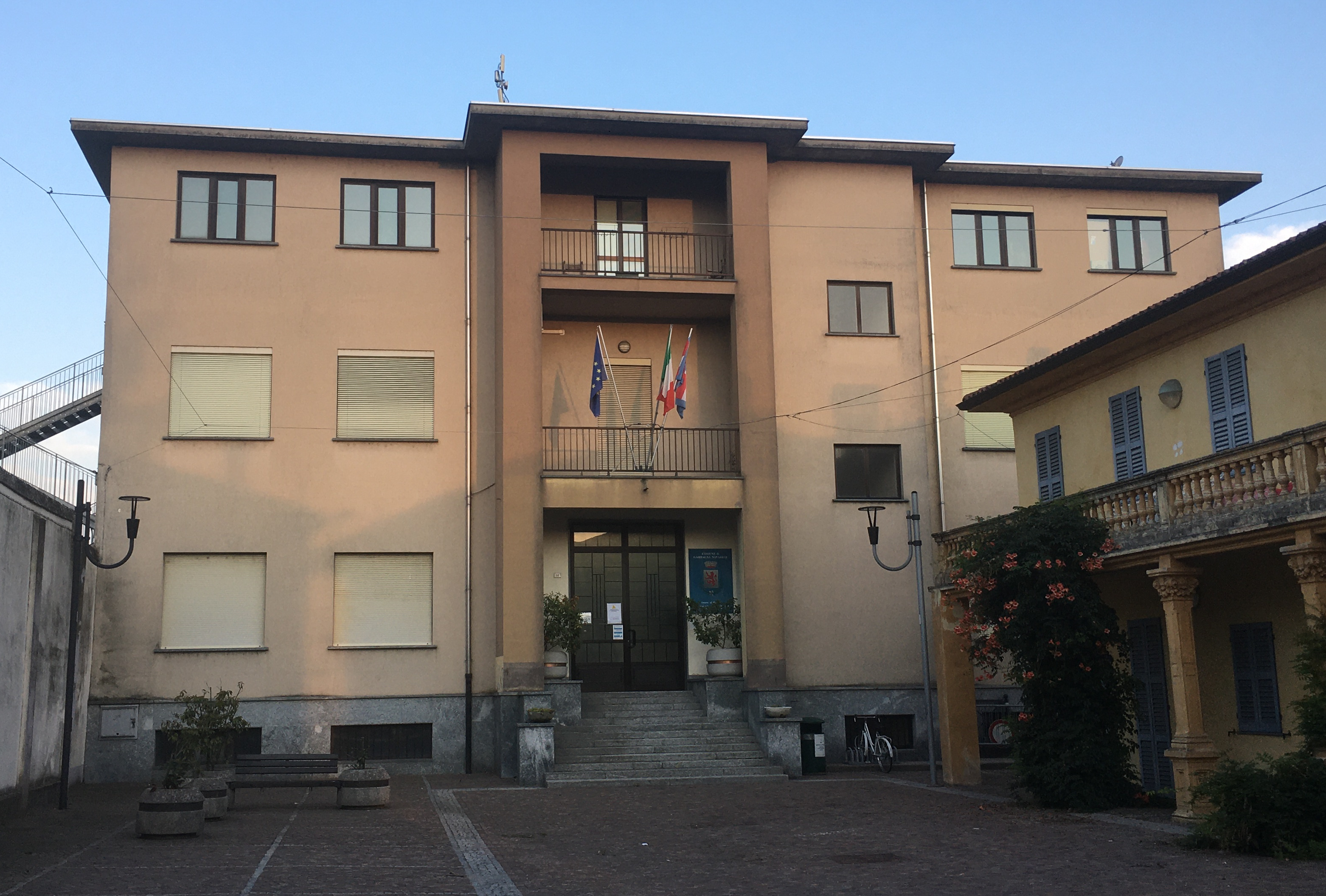
Il nuovo municipio, ultimato nel 1939, sede anche delle scuole elementari

Nel 1939, su iniziativa del podestà Francesco Magni e progetto di Luigi Jacometti, fu ultimato il nuovo municipio in stile littorio, poco prima dello scoppio della guerra. Il nuovo edificio comprendeva una sezione per le scuole elementari.

### Seconda guerra mondiale
Le fonti consultate non riportano dati precisi sui giovani partiti per il servizio militare, ma è noto che diversi parteciparono alla campagna di Russia ed altri furono internati nei lager tedeschi.
Come disposto dall'O.N.D., in tempo di guerra diverse attività legate alla vita quotidiana del paese furono svolte presso il Dopolavoro: l'allevamento dei bachi da seta e dei conigli, l'orto di guerra e la biblioteca. Anche l'asilo nido fu tenuto in quella sede, a servizio delle mondine durante il periodo della monda (maggio e giugno).
Date le ristrettezze imposte dal periodo, lo sport fu naturalmente ignorato per lungo tempo: il campo da calcio presso il mulino venne arato e destinato alla coltivazione del mais, costringendo i ragazzi a giocare sull'aia della cascina Borghetto.
La distruzione portata dalla seconda guerra mondiale coinvolse solo marginalmente Garbagna. Le frequenti incursioni aeree causarono danni unicamente durante l'attacco alla ferrovia del 17 gennaio 1945, quando una squadriglia di aerei avvistò un treno fermo alla stazione, sorvolò diverse volte, quindi lo mitragliò e bombardò. Non si ebbero vittime, dato che i passeggeri ebbero il tempo di sfuggire, correndo nella neve. Morirono alcuni capi di bestiame, che non ebbero modo di fuggire. Alcuni giorni dopo, sulla strada provinciale all'altezza della tenuta Moncucco, un autocarro ed un carro agricolo furono bersagliati da raffiche di mitragliatrice, incendiando il primo ed uccidendo il cavallo del secondo, ma i due conducenti riuscirono entrambi a salvarsi, gettandosi nei fossi a lato della strada.
L'opera di Enrico Massara sulla Resistenza nel Novarese fornisce un quadro preciso di ciò che accadde invece sul fronte della guerra civile, nel territorio di Garbagna. Nell'aprile 1944 fu costituita a Novara la Brigata Matteotti, ai diretti comandi del C.L.N. provinciale, suddivisa in tre battaglioni, due dei quali operavano anche nel territorio di Garbagna: il 1º Battaglione, al comando di Francesco Colombo (Nullo), agiva a Novara e frazioni con 60 uomini; il 2º Battaglione, al comando di Remigio Gé (Rapido), operava attorno a Nibbiola con 30 uomini. I due battaglioni compirono svariate azioni di guerriglia, sabotaggio, liberazione di prigionieri e sottrazione di armi e materiali, ricorrendo anche all'infiltrazione nelle file repubblichine al fine di carpire documenti e preziose informazioni.
Un altissimo prezzo fu pagato dal paese nell'agosto 1944, per una rappresaglia conseguente ad azioni di sabotaggio compiute i giorni precedenti dalla brigata volante Loss (furono fatti saltare i ponti stradale e ferroviario sul canale Cavour). All'alba del 24, reparti della questura e delle brigate nere prelevarono con la forza tredici giovani renitenti alla leva presso la cascina Buzzoletto, imprigionandoli nelle celle del Castello di Novara. La mattina del 26, su ordine del questore Emilio Pasqualy e del prefetto Enrico Vezzalini, i prigionieri furono condotti dalla squadra del comandante Vincenzo Martino al ponte ferroviario di Vignale ed ivi trucidati con l'inganno a raffiche di mitragliatrice. La maestra Rina Musso e il dottor Piero Fornara, assieme a molte persone di Vignale, si presero cura delle salme. Una lapide fu posta all'ingresso della cascina Buzzoletto, durante la cerimonia del secondo anniversario il 26 agosto 1945, in ricordo di ciò che è conosciuto come l'eccidio di Vignale. Sulla lapide si legge: Ai martiri di Vignale vittime innocenti dell'odio tiranno perchè il loro nome insanguinato risuoni dove vissero eco d'amore (seguono i tredici nomi e le rispettive età al momento della morte).
Nell'ottobre 1944, con l'accrescersi degli effettivi partigiani, la Brigata Matteotti divenne Brigata mobile Mario Campagnoli (in onore di un compagno caduto alcuni giorni prima) e fu aggiunto un battaglione, mentre il 1° e il 2° incrementarono le file rispettivamente a 110 e 60 uomini. Il 22 febbraio 1945 ebbero luogo alcuni combattimenti a cui prese parte il 2º Battaglione nelle zone di Olengo, Garbagna e Nibbiola.
Il 25 marzo 1945 il territorio di Garbagna fu teatro di una vicenda che, pur non coinvolgendo il paese direttamente, ben testimoniò l'atmosfera confusa della guerra civile. Il 23 marzo era stato ucciso un poliziotto di Novara presso la cascina Gambarera, azione che due giorni più tardi attirò a Nibbiola un gran numero di truppe tedesche fiancheggiate da Brigate Nere, per eseguire un rastrellamento. Portatisi dunque alla Gambarera, la casa dei Muttini fu messa a soqquadro e la famiglia minacciata durante la perquisizione, alla ricerca del cadavere che non venne ritrovato. Le Brigate Nere milanesi accorsero a rinforzo, passando dalla vicina Garbagna e avvicinandosi precipitosamente alla cascina. Giunte al ponte dell'acquedotto, intravidero provenire da Nibbiola uomini armati che avanzavano carponi, che scambiarono per partigiani ma erano in realtà le Brigate Nere novaresi. Ne scaturì uno scontro a fuoco di oltre mezz'ora, che coinvolse la casa del guardia-canale nella quale i milanesi si erano asserragliati, seguito da un corpo-a-corpo all'arma bianca. Prima che le parti realizzassero l'errore, perse la vita Luciano Folli, capo del gruppo proveniente da Garbagna e comandante della brigata "Ettore Muti". Il cadavere fu portato su un carro alla Casa del Littorio di Novara, mentre i partigiani, all'erta del pericolo, si eran già dileguati attraverso le campagne.

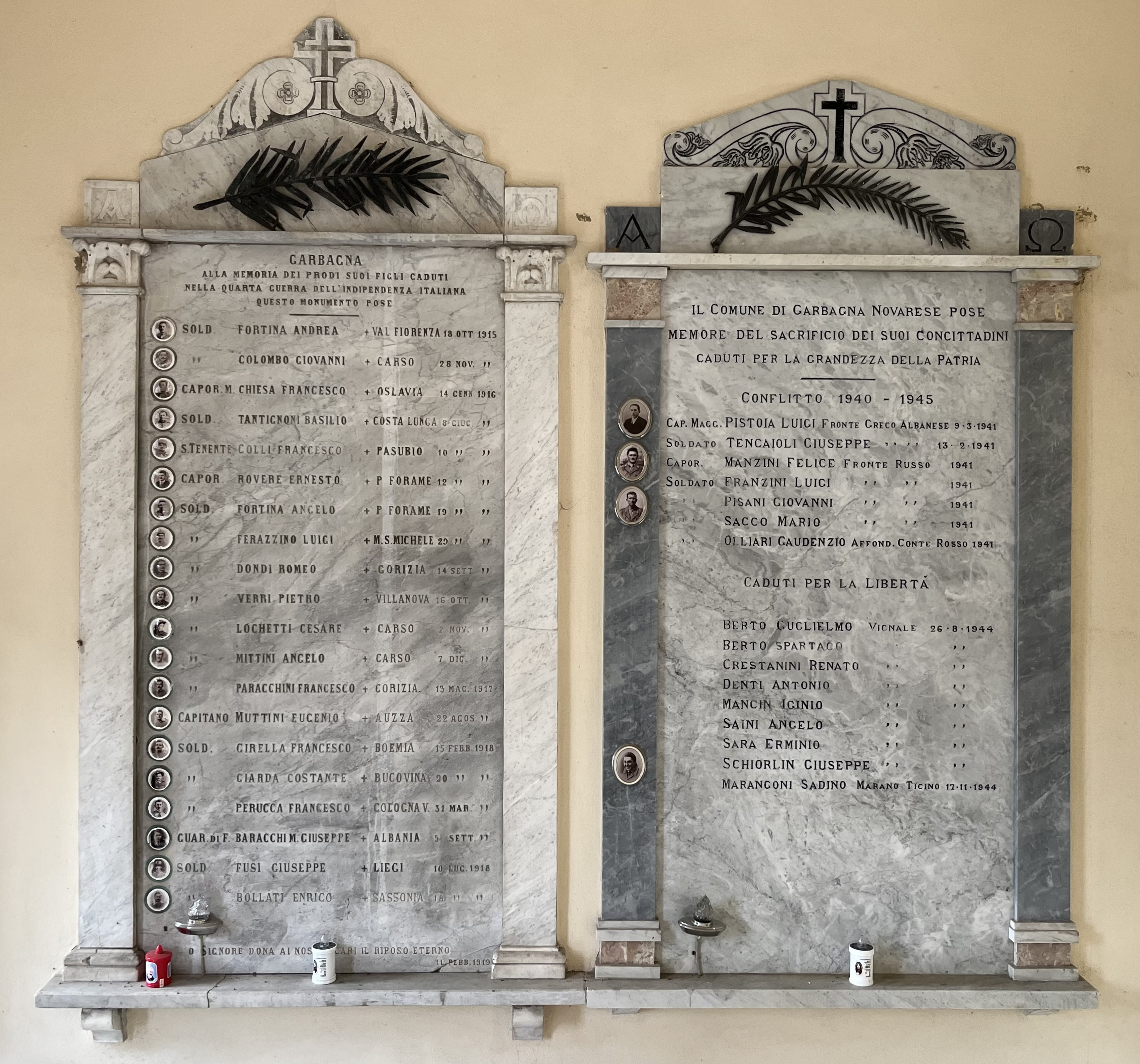
Memoriale dei caduti di Garbagna nelle due guerre mondiali, presso il cimitero

Nelle ore concitate del 25 aprile 1945, infine, il 2º Battaglione si occupò dei rastrellamenti nel territorio alla ricerca degli ultimi nuclei di resistenza, stabilendo fermi politici ed effettuando servizio d'ordine, coadiuvato nel pattugliamento e nella gestione dei posti di blocco da elementi della Brigata Pizio Greta della II Divisione Valsesia.
Le truppe alleate attraversarono il paese la sera del 1º maggio 1945, acclamate dalla folla che gettava mazzi di fiori e dalle campane che suonavano a festa. Nei giorni seguenti, membri del C.L.N. affissero all'atrio del vecchio municipio un quadro con le fotografie delle 13 vittime di Vignale, assieme ai nomi di due garbagnesi appartenenti alle file partigiane caduti in combattimento: Livino Marangon e Gian Battista Carelli. Il paese rese onore alla loro memoria deponendo fiori.
Alla conta delle vittime vanno aggiunti altri dieci nomi, molti dei quali dispersi in Russia o morti in Albania.

### Secondo dopoguerra
Conclusa la tragedia della guerra, nel mentre di riorganizzare l'ordine istituzionale dello Stato, gli enti locali di Garbagna furono provvisoriamente amministrati dalla locale sezione del C.L.N.. Si ristabilì la figura del sindaco, il cui incarico venne affidato al carabiniere Felice Pavesi, nipote del garibaldino garbagnese Pietro Pavesi e valoroso soldato della Grande Guerra decorato con la Croce di guerra al valor militare per le operazioni svolte sul Monte Grappa.

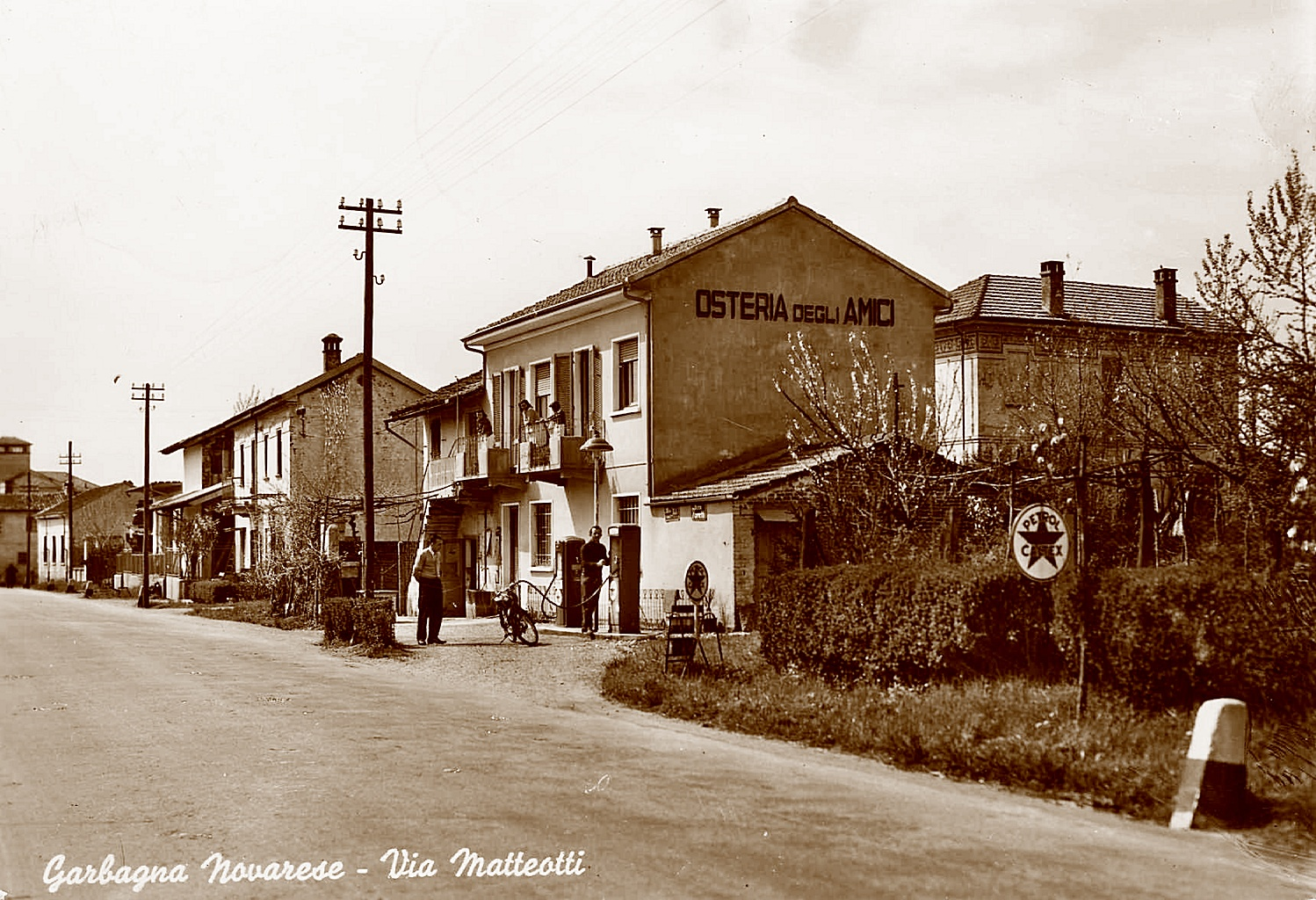
Cartolina con l'Osteria degli amici, lato ovest della statale

Il Dopolavoro fu convertito in CRAL-ENAL (Circolo Ricreativo Assistenziale dei Lavoratori - Ente Nazionale Assistenza Lavoratori), che elesse Gaudenzio Manzini a nuovo presidente. L'ex presidente Virgilio Buslacchi, al quale la popolazione non portò mai rancore, fece ritorno al paese alcuni mesi dopo e da subito riprese ad occuparsi del Circolo, in qualità di vicepresidente e segretario. Al pari di Buslacchi, anche l'ex podestà Francesco Magni non fu mai odiato in Garbagna.
Già nel 1945 si riprese a giocare a calcio, sempre col Circolo come punto di ritrovo. La mancanza del campo fu risolta grazie alle utili conoscenze di alcuni concittadini: fu reso disponibile un terreno di proprietà del Monte di Pietà di Novara, sito non lontano dal precedente campo, presso il mulino, e approntato dai giovani giocatori stessi. L'attività rimase inizialmente al di fuori delle competizioni ufficiali, limitandosi all'ambito amatoriale. Eppure numerosi giovani si aggregarono, ansiosi di giocare, guidati da diversi elementi della formazione anteguerra. Inizialmente furono giocate alcune partite interne, che consentirono di selezionare gli elementi della futura squadra. Poco dopo si organizzarono incontri con i paesi vicini, che al contempo andavano anche loro riorganizzandosi. Nel 1946, in occasione della partita per l'inaugurazione del nuovo campo del Lumellogno, la squadra già si dimostrò piuttosto competitiva, portando a casa un onorevole pareggio. Arrigoni, Mambrini e Ramati riportano che la squadra si autofinanziava, per sostenere le spese dell'attività sportiva, mediante l'organizzazione di serate e feste presso il Circolo. Purtroppo quest'esperienza calcistica ebbe breve durata: già a fine 1947 il gruppo iniziò a disgregarsi, complice la minaccia della conversione del campo ad uso agricolo da parte dei proprietari (cosa che l'anno seguente effettivamente avvenne).

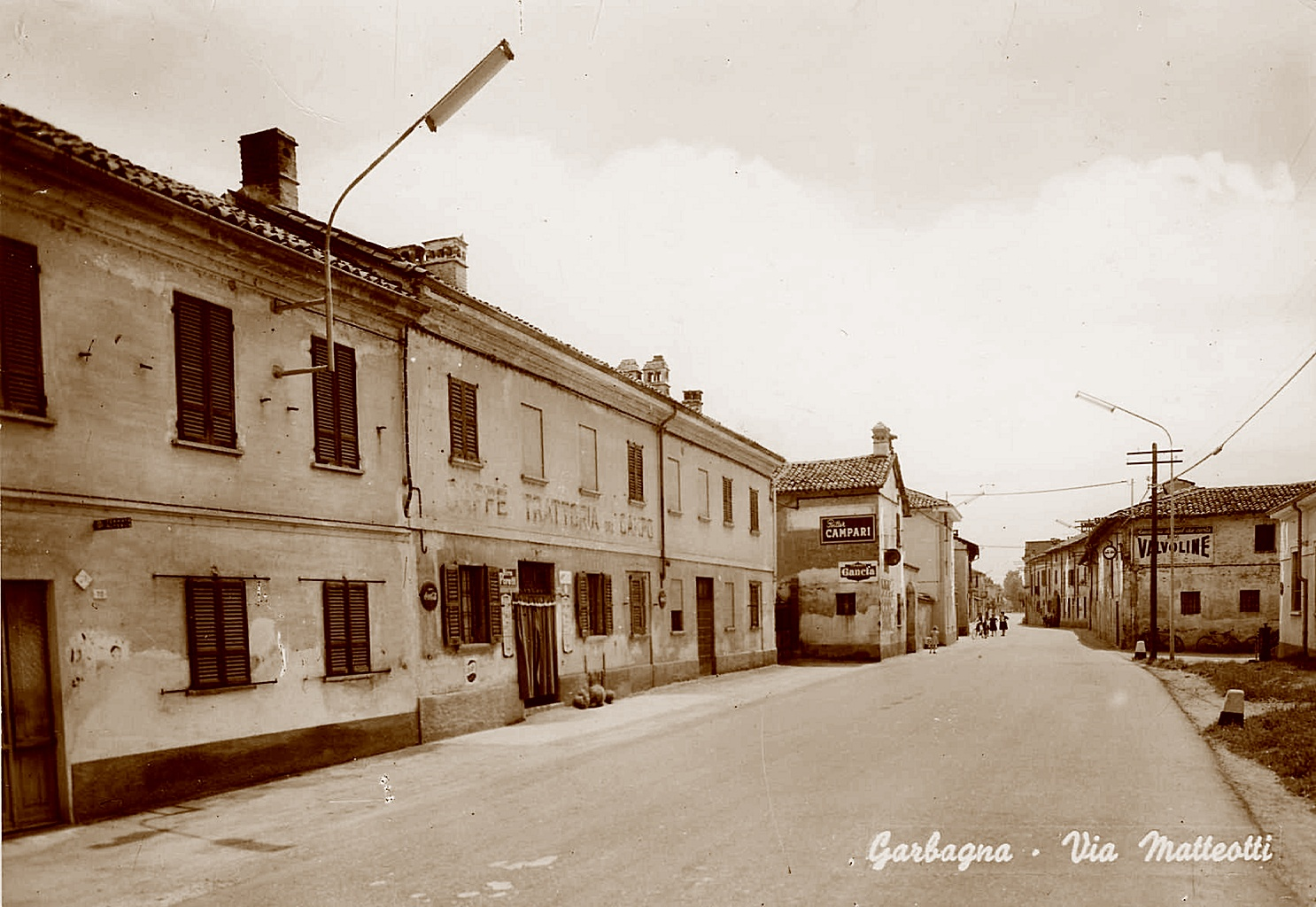
Cartolina con la Trattoria del campo, lato est della statale

Tra la fine del '45 e l'inizio del '46 il C.L.N. propose al paese l'erezione di un monumento ai caduti, al quale fu tuttavia preferito un asilo infantile: necessità fortemente 
sentita da tempo, dato che a quel tempo solamente Garbagna, Nibbiola e Olengo ne erano sprovvisti. L'asilo fu posto al primo piano del municipio, mentre l'arredamento fu acquistato grazie alle offerte di numerosissimi privati, del C.L.N. stesso e del Monte di Pietà di Novara. L'inaugurazione avvenne il 19 maggio 1946, con una solenne cerimonia concomitante all'arrivo delle tre suore pianzoline provenienti da Mortara, incaricate dell'educazione dei bimbi. Negli anni successivi le stesse suore si occuparono, tra le altre cose, dell'assistenza morale alle mondine, della cura degli ammalati, della scuola di ricamo per le ragazze del paese, del catechismo e della pulizia della chiesa.
Il 2 giugno 1946, in occasione del referendum sulla forma istituzionale dello stato, su 726 voti validi, 492 vanno alla repubblica (67,77%) e 234 alla monarchia (32,23%). Tali risultati sono sostanzialmente in linea con la Provincia di Novara (63,61% per la repubblica e 36,39% per la monarchia) mentre differiscono dalla regione Piemonte (57,11% per la repubblica e 42,89% per la monarchia).
Il 28 ottobre 1953, su richiesta degli abitanti stessi e con l'approvazione delle due amministrazioni comunali coinvolte, la tenuta Calzavacca passa dal comune di Garbagna a quello di Terdobbiate.
Tra il 1959 e il 1960, su proposta del cav. Attilio Colli, agricoltore presso la cascina Buzzoletto Vecchio, l'Ente Nazionale Risi realizzò il nuovo asilo, ad opera dell'architetto Gaetano Zerbi. L'edificio fu edificato sulla via principale del paese, in un terreno precedentemente destinato ad orto, con ingresso dalla strada che porta alla chiesa parrocchiale. L'incarico dell'educazione dei bimbi rimase alle suore pianzoline del precedente asilo, mentre l'amministrazione fu affidata ad un comitato locale appositamente eletto. La cosa suggerì ad Ernesto Colli, parroco della vicina Nibbiola, la soluzione al problema della mancanza dell'asilo che affliggeva in quegli anni anche il suo paese. Col decreto n. 20 del 12 gennaio 1964, il Presidente della Repubblica elevò l'istituzione ad ente morale (corrispondente all'odierna persona giuridica). Sappiamo che nel 1972 il comitato di amministrazione comprendeva, tra gli altri, lo stesso Attilio Colli, il parroco don Luigi Stasioli e il medico del paese dott. Giacomo Perolini. L'istituzione si manteneva grazie alla beneficenza di enti pubblici e della popolazione, ad esempio mediante l'apposito banco di beneficenza tenuto durante la festa settembrina del paese.
Assieme a Borgolavezzaro, nel secondo dopoguerra Garbagna fu il paese della Bassa Novarese a vedere la maggiore industrializzazione. Tra il 1969 e il 1974 la nascita di diverse industrie consentì di abbandonare l'economia puramente agricola che da sempre l'aveva caratterizzata, grazie alla creazione di centinaia di nuovi posti di lavoro, a vantaggio sia di Garbagna stessa che dei paesi vicini. Nel 1969 fu fondata l'azienda di macchine per prove materiali Metro-Com Engineering, ad opera del commendatore Oscar Comazzi di Novara, su un terreno non lontano dalla tenuta Moncucco, presso la strada statale. Nei primi anni '70 sorsero in rapida successione diverse industrie a ridosso dell'abitato, sia verso Nibbiola che verso Novara. Verso Nibbiola si installarono: l'azienda di torrefazione del caffè Caffè-Crem, che commerciava in tutta Italia ed apparteneva alla vedova Magni (sposata Crolla, da cui la titolarità Magni-Crolla); la camiceria Confezioni Magi, che impiegava una cinquantina di donne ed offriva articoli anche per spose e bambine; un laboratorio per la lavorazione di marmi e graniti. Verso Novara sorsero la manifattura di abiti maschili S.I.D.A., su un terreno presso Moncucco precentemente appartenuto al Monte di Pietà, con presidente l'avv. Giovanni Scolari e titolari Marzotto, Gallo, Farina e Chiesa, che offriva lavoro anche a domicilio, e la maglieria A.DI.MAR. di Angelo Di Martino, su un terreno della famiglia Pollastro a lato della statale al confine con Olengo.
Al pari di altri paesi della Bassa come Tornaco, Borgolavezzaro, Cerano e Terdobbiate, l'industrializzazione ebbe l'effetto di arrestare lo spopolamento di Garbagna, grazie al lieve ma costante afflusso di nuovi abitanti sia dai paesi circostanti che da Novara, e di generare una forma di pendolarismo tra i nuovi lavoratori. L'amministrazione comunale, capitanata dal giovane sindaco Mario Costadone, investì molte risorse in lavori pubblici che favorissero ulteriormente nuovi insediamenti: potenziamento del sistema fognario, ampliamento dell'acquedotto mediante l'escavazione di un nuovo pozzo, costruzione di nuovi alloggi lungo la statale, nella forma sia di condomini che di singole villette. L'incremento di popolazione portò inoltre all'urbanizzazione di zone precedentemente boschive o dedicate alla coltivazione, rispettivamente i dossi verso la valle dell'Arbogna e la zona della strada che porta all'oratorio di Santa Maria.
Nel 1980 le attività economiche prevalenti risultavano agricoltura (riso, mais, frumento e foraggi), allevamento, manifattura meccanica (6 aziende con quasi 40 addetti) e commercio (più di 20 esercizi per circa 40 addetti).

## Anni 2000
A maggio 2019, a seguito della mancata presentazione di liste per il rinnovo del sindaco e del consiglio comunale, Garbagna viene commissariata fino a settembre 2020, mese in cui si svolgono le successive elezioni con due liste candidate, che vedono la vittoria di Fabiano Trevisan (lista civica Progetto Garbagna).
Nell'ottica del recupero della memoria della storia della risicoltura e del ruolo delle mondine, il 18 maggio 2024 è sancito il gemellaggio con i comuni di Trino Vercellese e Rio Saliceto (Reggio Emilia). I tre paesi sono accomunati dal fenomeno delle trasferte stagionali delle lavoratrici emiliane (Rio Saliceto come provenienza, Garbagna e Trino come destinazione), che annualmente lasciavano il paese natale per essere impiegate nelle risaie piemontesi.

## Cronologia trasporti e telecomunicazioni

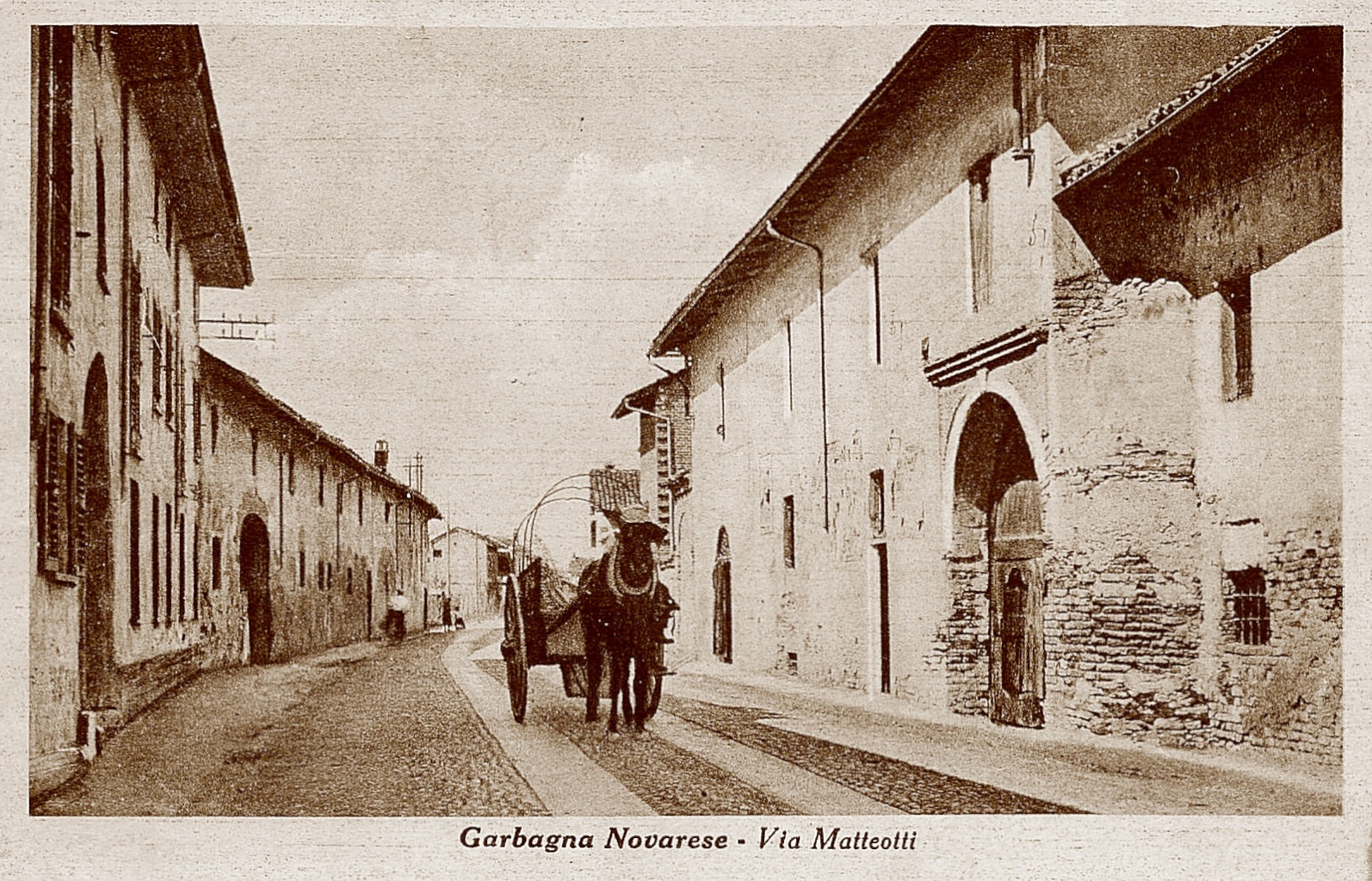
Cartolina d'epoca, con via principale in selciato

- 1794: è posto il primo selciato sulla strada principale del paese[88]
- 1836: sono aggiunti i marciapiedi in granito alla strada principale del paese ed è rifatto il selciato[88]
- 1849: istituzione dell'ufficio postale[88]
- 1851: il paese è raggiunto dalla nuova linea ferroviaria Novara-Alessandria, con passaggio a livello presso l'oratorio di Santa Maria, ma non ha ancora una stazione[88]
- 1862: viene richiesta la fermata ferroviaria alla Direzione delle ferrovie[88]
- 24 novembre 1884: è attivata la fermata ferroviaria[161]
- 1 luglio 1896: è istituito l'ufficio telegrafico[162]
- 2 aprile 1909: è attivato il secondo binario della linea ferroviaria[163]
- 14 dicembre 1912: il Parlamento italiano approva la richiesta di connessione alla rete telefonica[164]
- dicembre 2009: stante l'indisponibilità di Telecom Italia ad attivare la banda larga mediante tecnologia ADSL (Garbagna rientra nel 4% di territorio piemontese non coperto, nonostante l'inserimento del comune nel programma Reduce Digital Divide, nell'ambito dell'iniziativa Wi-Pie della Regione Piemonte), l'amministrazione comunale invita la cittadinanza ad optare per soluzioni basate su tecnologia wireless[165][166][167]
- autunno 2023: è disponibile la connessione a Internet a banda larga mediante fibra ottica (FTTH)[168]

Le fonti sono contrastanti nel collocare temporalmente la realizzazione della strada principale del paese, conosciuta come strada statale 211 della Lomellina.